# Kloster Muri

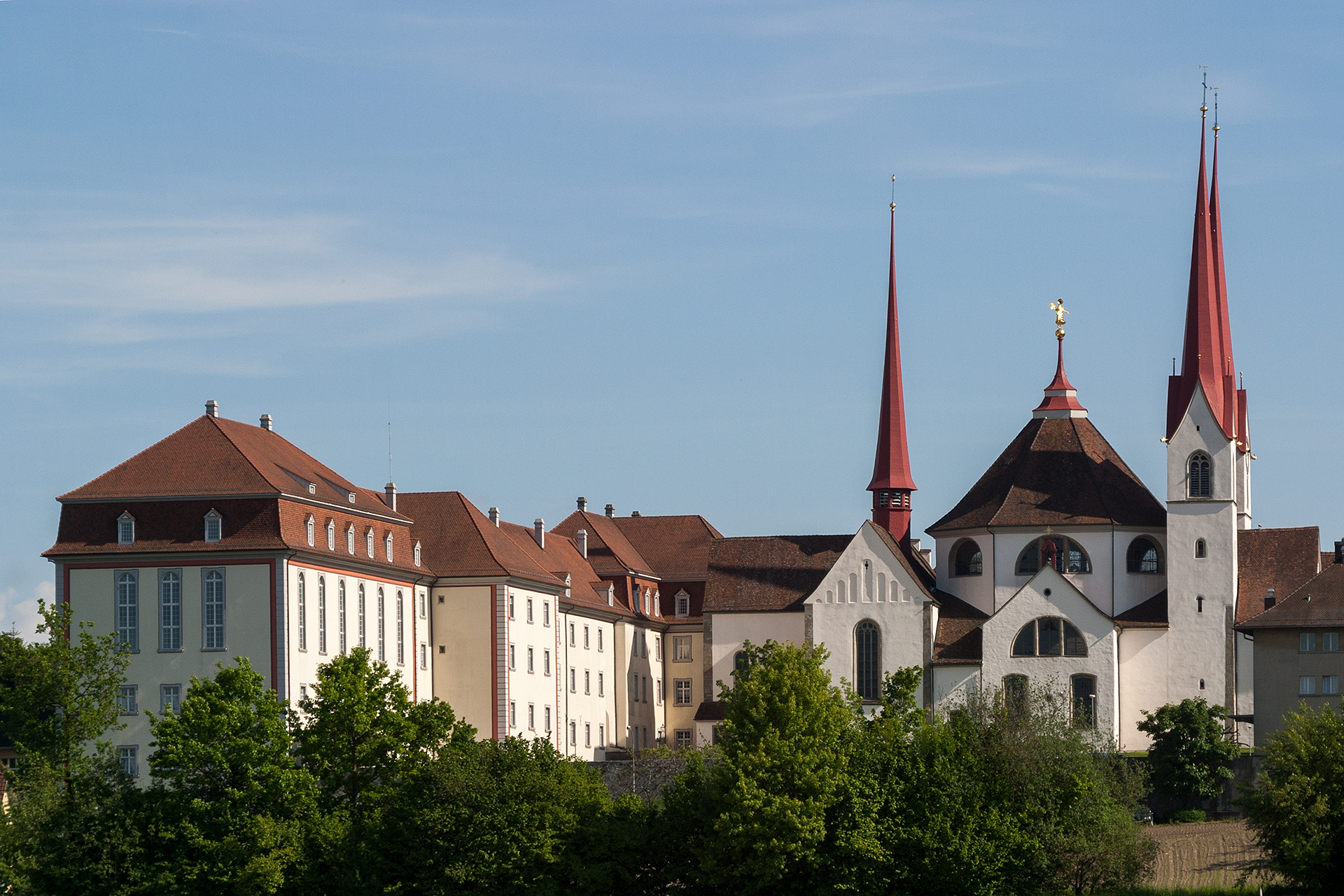
Das Kloster von Nordwesten her gesehen

Das Kloster Muri ist eine ehemalige Benediktinerabtei in der Schweiz. Sie befindet sich in Muri im Kanton Aargau, im Zentrum der Region Freiamt. Das denkmalgeschützte Hauskloster der Habsburger ist eines der bedeutendsten Wahrzeichen des Aargaus. Aufgrund seines grossen historischen, architektonischen und kulturellen Wertes ist es als Kulturgut von nationaler Bedeutung eingestuft.
Gegründet wurde das Kloster im Jahr 1027 durch Ita von Lothringen und ihren Ehemann, den habsburgischen Grafen Radbot. Fünf Jahre später begannen die ersten, aus Einsiedeln entsandten Mönche mit dem Aufbau der Abtei. Etwas mehr als hundert Jahre lang war Muri ein Doppelkloster, bis sich zu Beginn des 13. Jahrhunderts das Benediktinerinnenkloster Hermetschwil abspaltete. Die Abtei erwarb Güter und Rechte in den heutigen Kantonen Aargau, Luzern, Thurgau und Zürich. Nach der Eroberung des Aargaus im Jahr 1415 lösten die Eidgenossen die Habsburger als Schirmherren ab. Nach internen Reformen stieg Muri im 17. Jahrhundert zur reichsten Abtei der Schweiz auf, erhielt 1701 den Rang einer Fürstabtei und erwarb daraufhin ein Herrschaftsterritorium am Neckar. Der Niedergang begann 1798 mit dem Franzoseneinfall und den darauf folgenden politischen Umwälzungen. 1841 hob der Kanton Aargau das Kloster auf und löste dadurch den Aargauer Klosterstreit aus, der heftige innen- und aussenpolitische Spannungen zur Folge hatte. Die Benediktiner zogen einerseits nach Sarnen, um dort am Kollegium zu unterrichten, andererseits nach Gries bei Bozen, wo sie 1845 die Abtei Muri-Gries gründeten.
Den Kern der weitläufigen Klosteranlage bildet die Klosterkirche St. Martin, die bis in die Mitte des 11. Jahrhunderts zurückreicht. Sie vereint Elemente der Romanik, der Gotik und hauptsächlich des Barocks. Prägend sind die drei Türme sowie das Oktogon, der grösste Kuppelzentralbau der Schweiz. Der daran anschliessende Kreuzgang enthält einen kunsthistorisch bedeutenden Glasgemäldezyklus, das Klostermuseum und eine Ausstellung mit Bildern des Malers Caspar Wolf. Von besonderer Wichtigkeit ist die Loretokapelle, deren Gruft seit 1971 als Begräbnisstätte der Habsburger dient. Das grösste Gebäude des Klosters ist der Ende des 18. Jahrhunderts entstandene Lehmannbau, dessen Ostflügel die längste klassizistische Fassade des Landes besitzt.
Im Kloster Muri soll auch die russische Autorin Ljubow Fjodorowna Dostojewskaja, Tochter des Schriftstellers Fjodor Dostojewski, begraben worden sein.
Heute ist das Kloster Muri ein kulturelles Zentrum von überregionaler Bedeutung. Dazu tragen vor allem die fünf Orgeln der Klosterkirche bei, die regelmässig für Konzerte genutzt werden. Die Nutzung der übrigen Gebäude ist vielfältig (Schule, Bezirks- und Gemeindebehörden, öffentliche Bibliothek, Fachbibliothek und Pflegeheim).

## Lage und Überblick

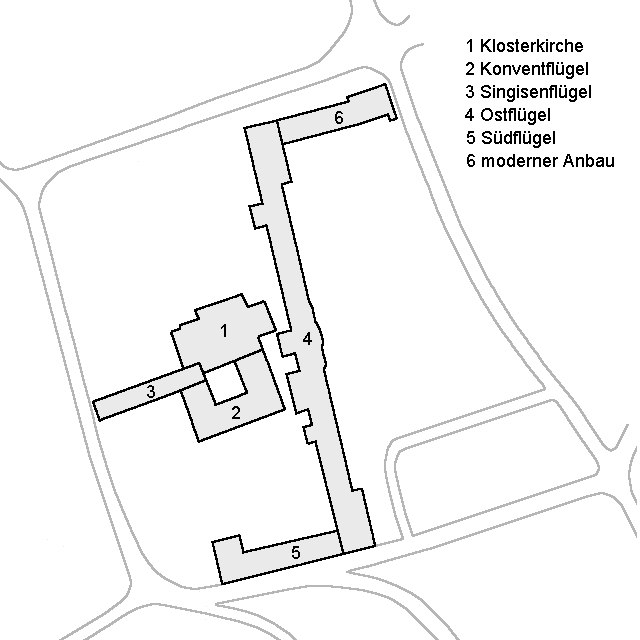
Übersichtsplan

Das Kloster befindet sich im Ortsteil Wey, nahe dem nördlichen Rand der Bebauung auf einer nach Osten und Norden leicht abfallenden Geländeterrasse. Das ungefähr 250 × 200 Meter grosse Areal wird im Osten von der am Bahnhof vorbeiführenden Aarauerstrasse (Hauptstrasse 25) begrenzt, im Süden von der über den Lindenberg führenden Seetalstrasse. Im Westen grenzt es an das Zentrum von Wey mit dem Leontiusbrunnen.
Die weitläufige Klosteranlage besteht aus mehreren Teilen. Leicht vom Zentrum des Areals versetzt befindet sich die Klosterkirche St. Martin. Südlich schliesst der Konventflügel an, der auf drei Seiten den Kreuzgang umgibt. Westwärts erstreckt sich der schmale Singisenflügel. Nicht mit diesen Gebäuden verbunden ist der so genannte Lehmannbau, der sich aus dem Ostflügel und dem Südflügel zusammensetzt. Am nördlichen Ende des Ostflügels ist ein moderner Zweckbau angebaut.

## Geschichte

### Gründung und Ringen um Eigenständigkeit

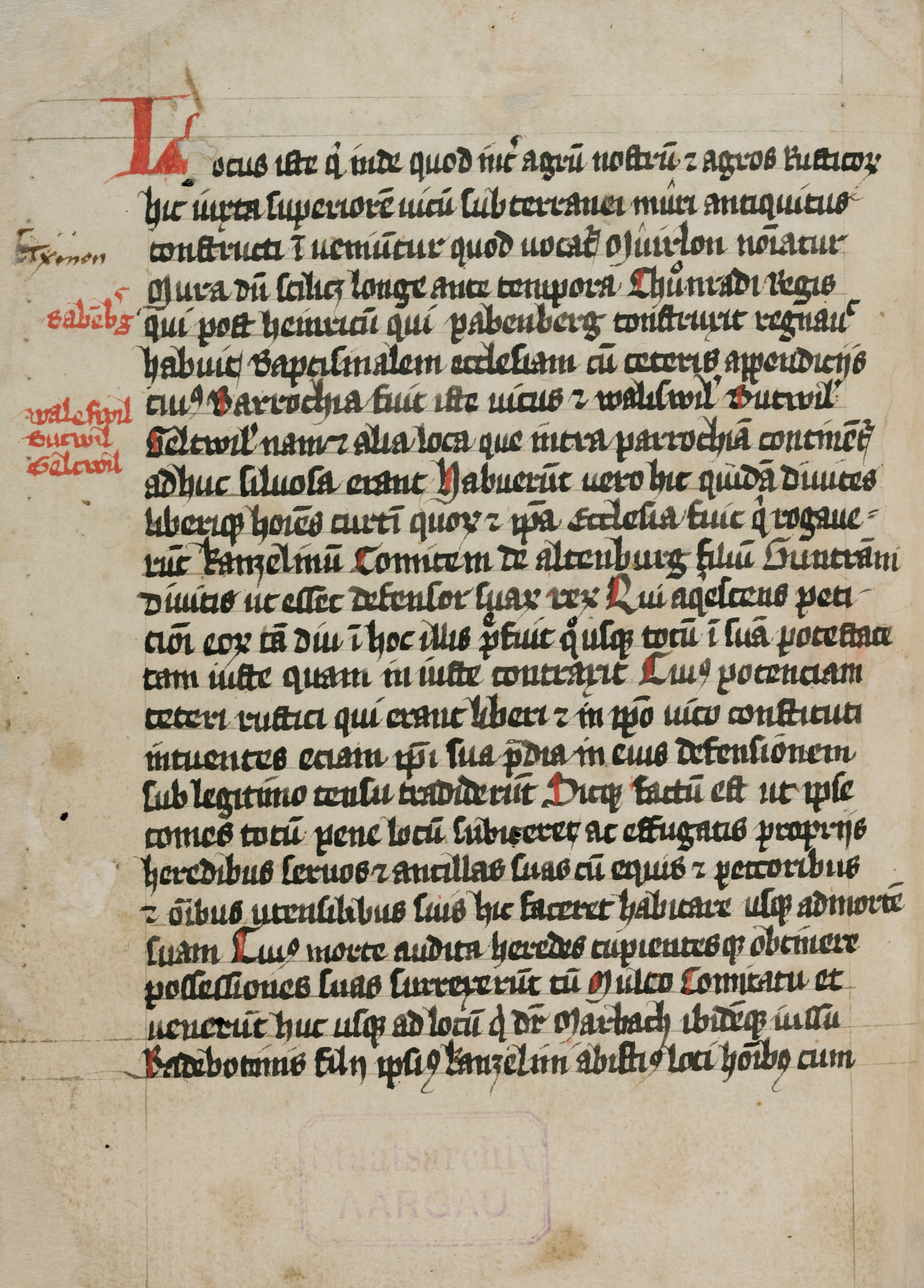
Acta Murensia

Die einzige Quelle über die ersten Jahrzehnte des Klosters sind die Acta Murensia, eine um 1160 von einem anonymen Autor verfasste Chartularchronik. Gemäss dieser gab es in Muri vor Gründung des Klosters eine Eigenkirche im Besitz lokaler Freibauern. Vor der Jahrtausendwende stellten sie sich unter den Schutz des Habsburgers Lanzelin, der jedoch seine Machtposition missbrauchte, indem er die Freibauern vertrieb und durch Leibeigene ersetzte. Lanzelins Sohn Radbot, der als Gründer der habsburgischen Stammburg gilt, schlug einen Aufstand der Erben der Vertriebenen gewaltsam nieder. Er eignete sich die Besitztümer in Muri endgültig an und liess dort für sich ein Haus errichten. Um 1025 hatte eine Fehde mit seinem jüngeren Bruder Rudolf die Plünderung des Ortes zur Folge.
Radbot heiratete Ita von Lothringen und schenkte ihr als Morgengabe die Güter in Muri. Ita erfuhr von der unrechtmässigen Herkunft und wollte die auf sich geladene Schuld sühnen. Auf Anraten und mit Hilfe ihres Schwagers Werner, dem Bischof von Strassburg, konnte sie ihren Ehemann im Jahr 1027 dazu bewegen, die Güter einem neu zu gründenden Kloster zu stiften. Radbot bat Embrich, den Abt von Einsiedeln, um die Entsendung von Mönchen. Der Aufbau des Klosters begann 1032 unter der Leitung von Propst Reginbold. Er liess umgehend die bestehende Pfarrkirche St. Goar abbrechen und etwas weiter südlich neu errichten. Diese Massnahme diente dazu, der Abtei die Rechtsnachfolge an der Pfarrei Muri zu sichern, die an das Grundstück gebunden war. Rumold von Konstanz, der Bischof von Konstanz, nahm am 16. Oktober 1064 die Weihe der anstelle der Pfarrkirche errichteten Klosterkirche vor. 1065 wurde Propst Burkard zum ersten Abt gewählt.
Graf Werner I. war ein Unterstützer der Hirsauer Reform und konnte diese 1082 durchsetzen, nachdem er Abt Giselbert von St. Blasien um die Entsendung von Mönchen nach Muri gebeten hatte. Zur Reform gehörte auch die Bildung einer klostereigenen Domäne. Das Kloster Muri war nun ein Priorat St. Blasiens und wählte den Vogt selbst. Dieses Vorgehen bewährte sich jedoch nicht, da die zwei nacheinander gewählten nichthabsburgischen Vögte das Kloster nicht ausreichend schützen konnten. 1085 übernahm deshalb Werner I. wieder die Schutzherrschaft. Um den Rechtsstand der Abtei (freie Abtwahl, Bindung der Vogtei an die Habsburger) zu legitimieren, verfassten Graf und Konvent ein auf 1027 zurückdatiertes «Testament», das Bischof Werner von Strassburg als Stifter des Klosters und Gründer der Habsburg bezeichnete. 1086 erlangte der Graf eine darauf basierende Urkunde, die er vom Kardinalskollegium bestätigen liess. Sein Sohn Albrecht konnte 1114 von Kaiser Heinrich V. einen Freiungsbrief erwirken. Auf diese Weise entstand das Amt Muri, in welchem die Habsburger nun anstelle der zunehmend bedeutungslos werdenden Lenzburger die Blutgerichtsbarkeit ausübten.
In den 1130er Jahren kam es zu einer Spaltung des Konvents in zwei Gruppen, die Bischof Werner bzw. Ita als Klosterstifter betrachteten. Grund für den Zwist war der Versuch der habsburgischen Vögte, gestützt auf das gefälschte Testament die Pfarrei Muri wieder in ihren Besitz zu bringen. Zwei 1139 und 1159 ausgestellte päpstliche Schirmbriefe bestätigten zwar den Rechtsstand der Abtei, eine Aufzählung des Eigentums (mit Ausnahme der ausserhalb von Muri gelegenen Kirchen) fehlte aber weiterhin. Diese Umstände bewogen einen Anhänger der «Ita-Partei» dazu, die Acta Murensia zu verfassen. Darin versuchte er den Nachweis zu erbringen, dass Kirche und Pfarrei seit der Stiftung zur Abtei gehörten. Allmählich setzte sich diese Sichtweise durch, doch erst 1242 verzichteten die Habsburger endgültig auf alle Besitzansprüche.

### Von den Habsburgern zu den Eidgenossen

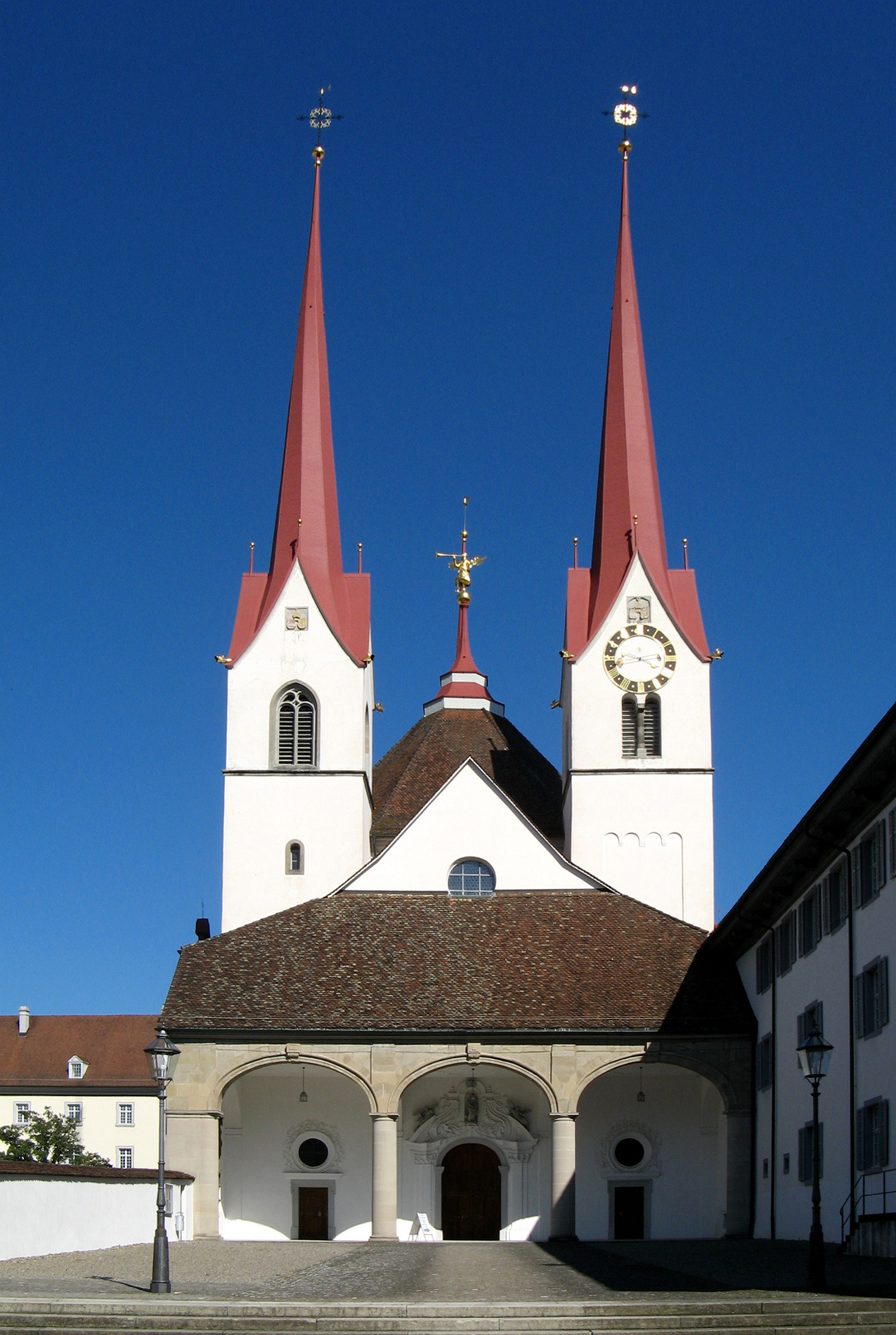
Vorderseite der Klosterkirche

Ab 1083 war Muri ein Doppelkloster, als dem Männer- ein Frauenkonvent angegliedert wurde. Als Standort wird ein an die Klosterkirche grenzendes, im Jahr 1694 abgerissenes Gebäude vermutet. Eine räumliche Trennung der beiden Konvente erfolgte um 1200 mit der Gründung des sechs Kilometer nördlich gelegenen Klosters Hermetschwil. Zu Beginn des 14. Jahrhunderts erlangte es mit eigenen Gütern die wirtschaftliche Unabhängigkeit, blieb aber weiterhin unter der geistlichen Leitung des Abtes von Muri. Mönche aus Muri wiederum besiedelten im Jahr 1120 das durch Konrad von Sellenbüren gegründete Kloster Engelberg im heutigen Kanton Obwalden.
Die Beziehungen zu den Habsburgern schwanden allmählich und die Klosterkirche diente letztmals 1260 als Grablege. Die Gründe dafür waren vielfältig: Die mit dem Kloster verbundene Hauptlinie hatte zunehmend Auseinandersetzungen mit der 1232 abgespaltenen Laufenburger Linie und verlagerte 1282 ihren Herrschaftsmittelpunkt nach Wien. Ausserdem gründete Agnes von Ungarn 1308 im nahe gelegenen Windisch zum Gedenken an ihren dort ermordeten Vater Albrecht I. das Kloster Königsfelden, dem in den folgenden Jahrzehnten eine gezielte Förderung zuteilwurde, während Muri rasch an Bedeutung verlor. Gemäss der Klosterchronik richteten Brände in den Jahren 1300 und 1363 grosse Schäden an. 1386 brandschatzten die Eidgenossen das Kloster während des Sempacherkriegs. Herzog Leopold IV. tätigte 1399 und 1403 mehrere Schenkungen zugunsten des Klosters, mit dem expliziten Hinweis auf die erlittenen Schäden.
Mitte des 14. Jahrhunderts hatten die Habsburger die Ämter Muri und Hermetschwil verpfändet. Herzog Leopold III. gestattete 1379 die Einlösung des Pfandes, woraufhin die Ämter in den Besitz der Familie Gessler gelangten. Dieses Ministerialengeschlecht, das durch die Tellsage Bekanntheit erlangte, liess sich durch Untervögte vertreten. Nach dem Tod von Heinrich III. Gessler wollte die Abtei die durch die Pfandnahme entstandene vögtliche Gewalt ausschalten und das Pfand selbst übernehmen. Herzog Friedrich IV. erteilte 1408 die entsprechende Genehmigung. Zum angestrebten Besitzerwechsel kam es jedoch aufgrund der folgenden Ereignisse nicht mehr. Als Friedrich beim Konzil von Konstanz einem der drei damals amtierenden Päpste, Johannes XXIII., zur Flucht verhalf, forderte König Sigismund die Nachbarn der Habsburger auf, deren Ländereien im Namen des Reiches einzunehmen. Im April und Mai 1415 eroberten die Eidgenossen den Aargau. Muri war nun Teil der Freien Ämter, einer Gemeinen Herrschaft der neuen Landesherren. Am 16. Oktober 1431 stellten die sechs Orte Zürich, Luzern, Schwyz, Unterwalden, Zug und Glarus einen neuen Schirmbrief aus, der die Rechte der Abtei bestätigte. Uri, das 1532 in die Mitherrschaft aufgenommen wurde, tat 1549 dasselbe.

### Besitzungen des Klosters

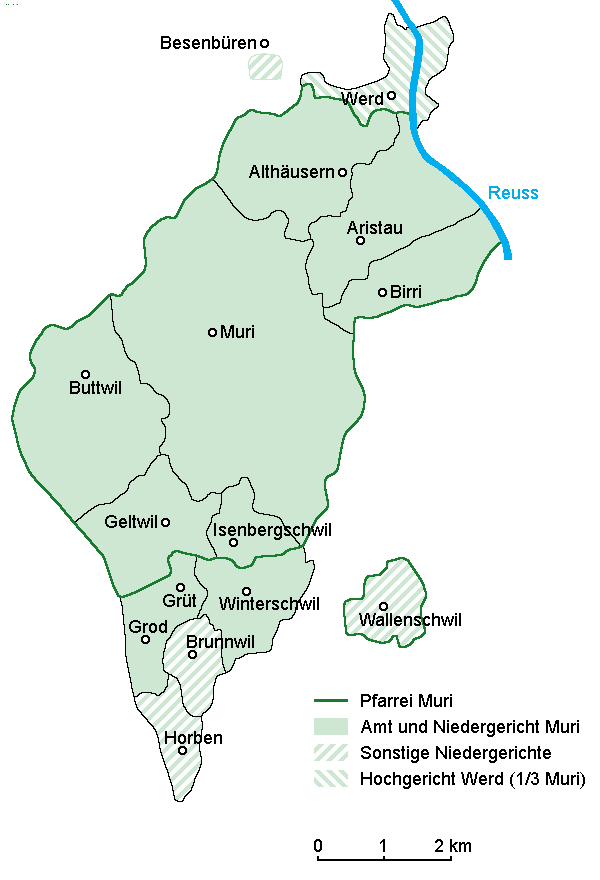
Amt, Pfarrei und Zwing Muri

Die klösterliche Domäne in Muri wuchs bis 1779 auf eine Fläche von 1031,12 Jucharten (418,82 Hektaren) an. Sie war hauptsächlich ein Ackerbaubetrieb, die Abtei besass aber auch Wälder sowie Schweine-, Pferde- und Schafherden. Knapp ein Viertel der Fläche entfiel auf den um 1500 entstandenen Sentenhof, überwiegend auf dem Gebiet der Nachbargemeinde Boswil gelegen. Der einzige Milchwirtschaftsbetrieb der Region diente der Eigenversorgung mit Fleisch- und Milchprodukten. Mit einer Fläche von 112 Hektaren ist der im Jahr 1846 verkaufte Sentenhof heute der grösste private Landwirtschaftsbetrieb des Aargaus. Fische bezog das Kloster aus der Vogtei Gangolfswil am Zugersee, nach deren Verkauf an Zug im Jahr 1486 aus eigens angelegten Weihern in Muri. Leiter der Domäne war ursprünglich ein Propst, später ein beamteter Schaffner, dem mehrere Dutzend Angestellte unterstanden. Weitere wichtige Ämter waren Grosskellner (Weinkeller und Küche), Unterkellner (Fischteiche und Wasserversorgung), Markstaller (Pferde und Wagen) und Ackermeister. Je nach Bedarf arbeiteten Handwerker im Taglohn. Hinzu kamen saisonal zahlreiche landwirtschaftliche Hilfskräfte.
Im landesherrlichen Amt Muri war die Abtei alleiniger Kirchen-, Zehnt- und Niedergerichtsherr sowie Besitzer sämtlicher Güter und Höfe. Der grösste Teil des Amtes bestand aus der Pfarrei Muri, welche die heutigen Gemeinden Aristau (mit Althäusern und Birri), Buttwil, Geltwil (mit Isenbergschwil) und Muri umfasste. Hinzu kamen die Weiler Grod, Grüt und Winterschwil im nördlichen Teil der Pfarrei Beinwil. Der Zwing- und Niedergerichtsbezirk überschritt diese Grenzen: Er umfasste zusätzlich die Weiler Brunnwil und Horben in der Pfarrei Beinwil sowie einen Teil von Besenbüren im Amt Boswil. Teil der Pfarrei Muri, aber nicht des Amtes Muri war die Exklave Wallenschwil im Amt Meienberg. Ein weiterer Sonderfall war der Weiler Werd in der heutigen Gemeinde Rottenschwil: Dort besass die Abtei einen Drittel der gesamten niederen und Blutgerichtsbarkeit (die anderen zwei Drittel gehörten zum Kelleramt der Stadt Bremgarten). Die Blutgerichtsfälle im Amt Muri erledigte der nicht residierende Landvogt, dem Niedergericht stand ein vom Kloster eingesetzter und entlöhnter Ammann vor. Seit Mitte des 16. Jahrhunderts ist eine klösterliche Kanzlei verbürgt, die sämtliche notariellen Aufgaben im Amt Muri erledigte und auch den Gerichtsschreiber stellte.

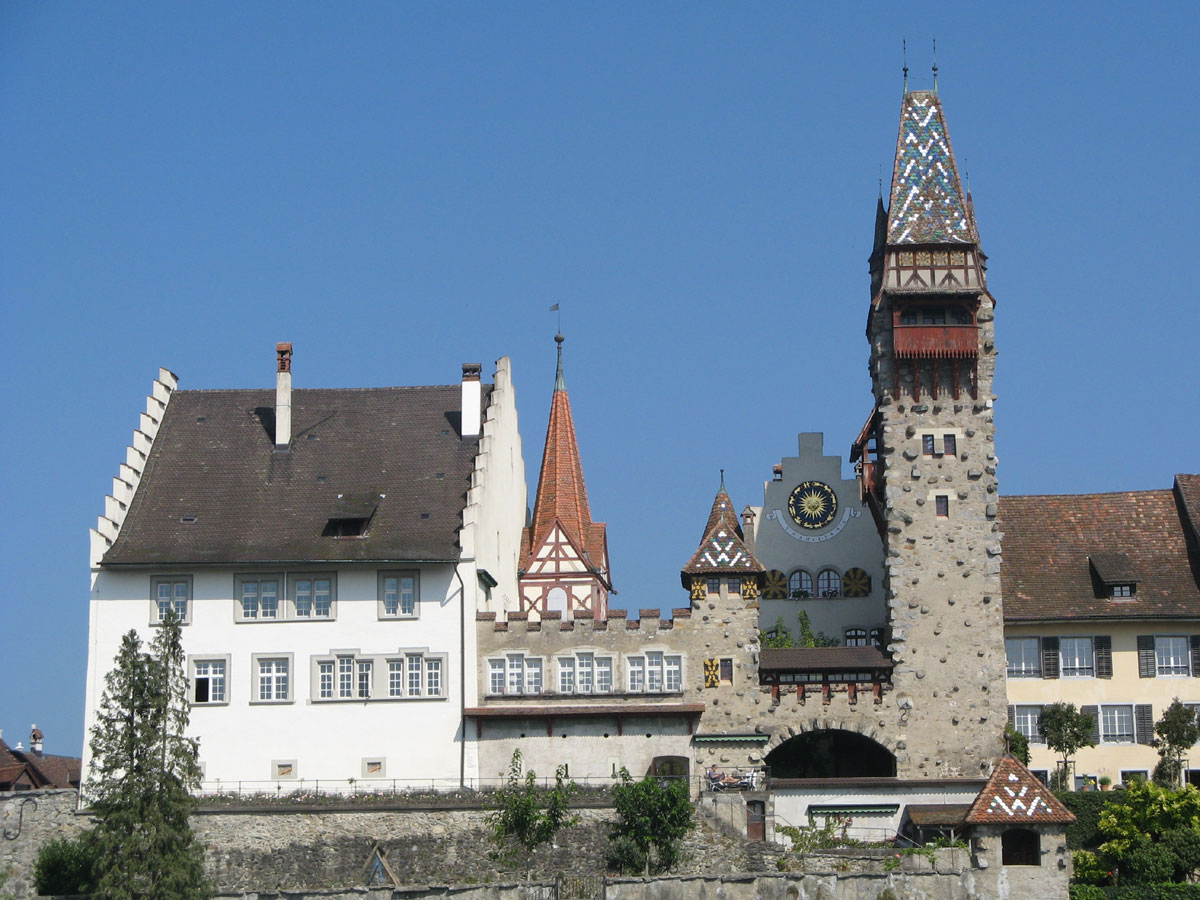
Muri-Amthof in Bremgarten

Von besonderer Bedeutung waren die Kirchenpatronate, welche die Abtei im Laufe der Zeit geschenkt erhielt oder erwarb. Sie strebte danach, die Patronate möglichst rasch zu inkorporieren, um über den Ertrag der Kirchengüter (insbesondere die Zehnten) zu verfügen. Zur frühen Ausstattung des Klosters gehörten die Kirchen in Eggenwil und Hermetschwil, die später an das Kloster Hermetschwil übergingen. 1321 kam Bünzen hinzu, 1399 Villmergen und Sursee, 1403 Lunkhofen, 1483 Boswil und 1484 Wohlen. Die nördlich von Muri gelegenen Güter wurden überwiegend vom Muri-Amthof in Bremgarten aus verwaltet, wo die Abtei seit 1397 Steuerfreiheit genoss. Die Verwaltung der Güter in der ausgedehnten Pfarrei Sursee erfolgte vom Murihof aus. Seit der Zeit der Klostergründung war die Abtei im Besitz von zwölf Höfen in Thalwil, bis 1244 verfügte sie auch über die dortige Kirche. Das Amtshaus des Klosters (1900 abgebrochen) lag am Ufer des Zürichsees. Der aus der Gründungszeit stammende Streubesitz in Gersau, in Nidwalden, im Elsass und im Markgräflerland ist seit dem 14. Jahrhundert nicht mehr überliefert. Zu umfangreichen Besitzerweiterungen kam es im 17. und 18. Jahrhundert im Thurgau und am Neckar (mehr dazu im übernächsten Abschnitt).

### Krise und Reformen
Das Kloster Muri war nie ein reines Adelsstift und nahm auch Novizen aus unteren Gesellschaftsschichten auf. 1380 wählte der Konvent Konrad Brunner zum ersten Abt grossbäuerlicher Herkunft. Wie in anderen Klöstern auch wurden die Ordensregeln nicht mehr strikt eingehalten und es entwickelte sich eine Pfründenwirtschaft, mit der die Mönche jeweils ihren eigenen Haushalt mitsamt Bediensteten finanzierten. 1402 musste Brunner ein Gericht anrufen, damit die Einkünfte aus der Pfarrei Sursee zumindest vorübergehend für den Wiederaufbau der Klostergebäude eingesetzt werden konnten. Auch beschränkte er die Anzahl der Pfründen auf ein Dutzend, um die Klosterwirtschaft nicht zu überlasten. Zum Lebensstil der Mönche gehörte der Besuch der Bäder in Baden oder gesellschaftlicher Anlässe in Zürich. Der Zölibat wurde kaum durchgesetzt; beispielsweise hinterliess Abt Johannes Hagnauer vier Kinder.
1523 begann sich die Reformation von Zürich aus in den Freien Ämtern auszubreiten. Obwohl Abt Laurentius von Heidegg einen Sohn hatte und mit Dekan Heinrich Bullinger, dem Vater des gleichnamigen Reformators, befreundet war, wandte er sich gegen die Neuerungen. 1529 traten mehrere Pfarreien im Einzugsbereich des Klosters geschlossen zur Reformation über, in Muri selbst stellten die Neugläubigen eine knappe Mehrheit. Truppen aus dem reformierten Bern, die zu spät zur Schlacht bei Kappel erschienen waren, besetzten Mitte Oktober 1531 das Kloster und richteten bei einem Bildersturm grosse Schäden an. Der einen Monat später geschlossene Zweite Kappeler Landfriede hatte die Rekatholisierung der Freien Ämter durch die siegreichen Innerschweizer Orte zur Folge. Heidegg finanzierte die Instandsetzung und Erweiterung des Klosters zum Teil aus seinem Privatvermögen.

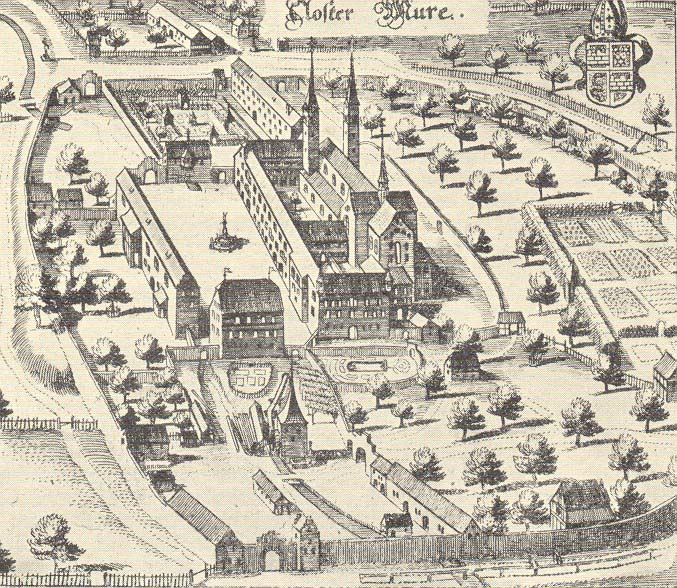
Ansicht des Klosters in der Topographia Helvetiae, Rhaetiae et Valesiae von Matthäus Merian (1642)

Die folgenden Äbte versuchten die beim Konzil von Trient beschlossenen Reformen durchzusetzen, stiessen aber auf heftigen Widerstand des Konvents. Einen Rückschritt erlitten die Bemühungen unter Abt Jakob Meier, der zwei Konkubinen hatte und das Kloster durch Misswirtschaft an den Rand des Ruins brachte. 1596 wurde er mit Erlaubnis des Nuntius verhaftet und abgesetzt. Erst Meiers Nachfolger Johann Jodok Singisen gelang es, die Reformen konsequent durchzusetzen. Dazu gehörten die Einführung der strikten Klausur, die Abschaffung der Pfründen, der Ersatz der Dienstboten durch Laienbrüder und die systematische Ausbildung der Mönche. Den Widerstand des Konvents konnte Singisen mit Unterstützung des Nuntius rasch brechen. Er liess das Kloster baulich erweitern; bis 1610 entstand ein an den Kreuzgang angebautes Gebäude, das heute unter der Bezeichnung Singisenflügel bekannt ist. 1622 erreichte er die Exemtion der Abtei von der bischöflichen Gerichtsbarkeit. Papst Gregor XV. bestätigte diese zwar, doch erst 1645 willigte das Bistum Konstanz endgültig ein, nachdem ein Kompromiss ausgehandelt werden konnte (Bestätigung der Wahl eines neuen Abtes durch das Bistum). Aufgrund seiner zahlreichen Verdienste gilt Singisen als zweiter Stifter des Klosters Muri. Während seiner 48 Jahre langen Amtszeit wuchs der Konvent um rund das Dreifache auf 30 Mönche an.

### Aufstieg zur Fürstabtei und Territorialherrschaft
Abt Dominikus Tschudi veranlasste 1647 die Überführung der Reliquien des Katakombenheiligen Leontius von Rom nach Muri. Daraufhin war das Kloster ein viel besuchter Wallfahrtsort. Während des Dreissigjährigen Kriegs fanden wiederholt Mönche aus befreundeten süddeutschen Klöstern in Muri Zuflucht. 1656 wurde der Kirchenschatz während des Ersten Villmergerkriegs aus Angst vor Plünderungen vorübergehend nach Luzern gebracht. 1651 erwarb Tschudi für die Abtei die Herrschaft Klingenberg bei Homburg im Thurgau. Die Innerschweizer Schirmorte hatten ihn dazu aufgefordert, damit die zum Verkauf stehende Herrschaft in katholischen Händen blieb. Die Abtei, die nun dem Gerichtsherrenstand im Thurgau angehörte, musste zur Finanzierung der Transaktion eine Anleihe aufnehmen, deren Rückzahlung sich über mehrere Jahrzehnte erstreckte.

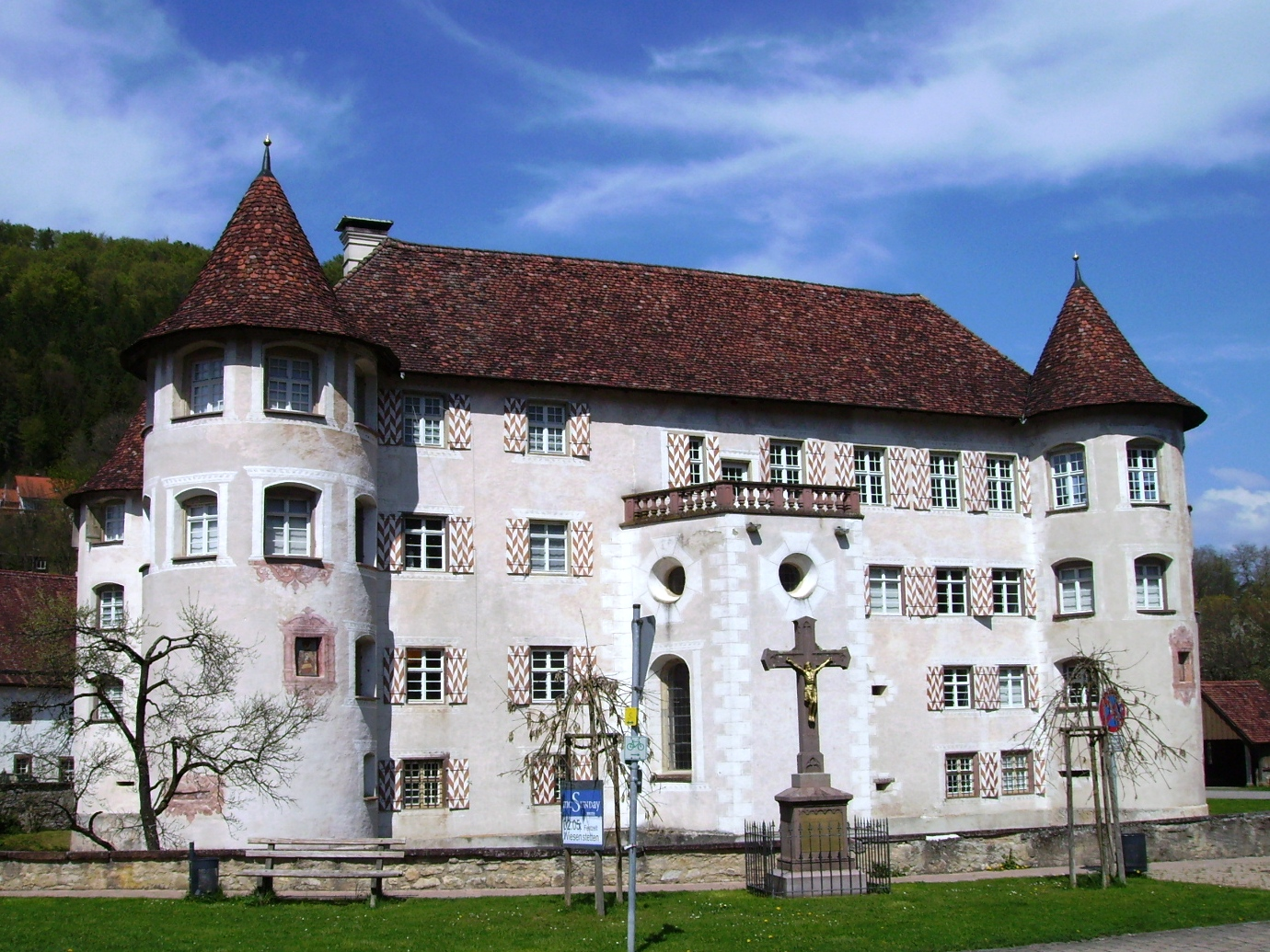
Schloss Glatt, der Mittelpunkt des klösterlichen Besitzes am Neckar

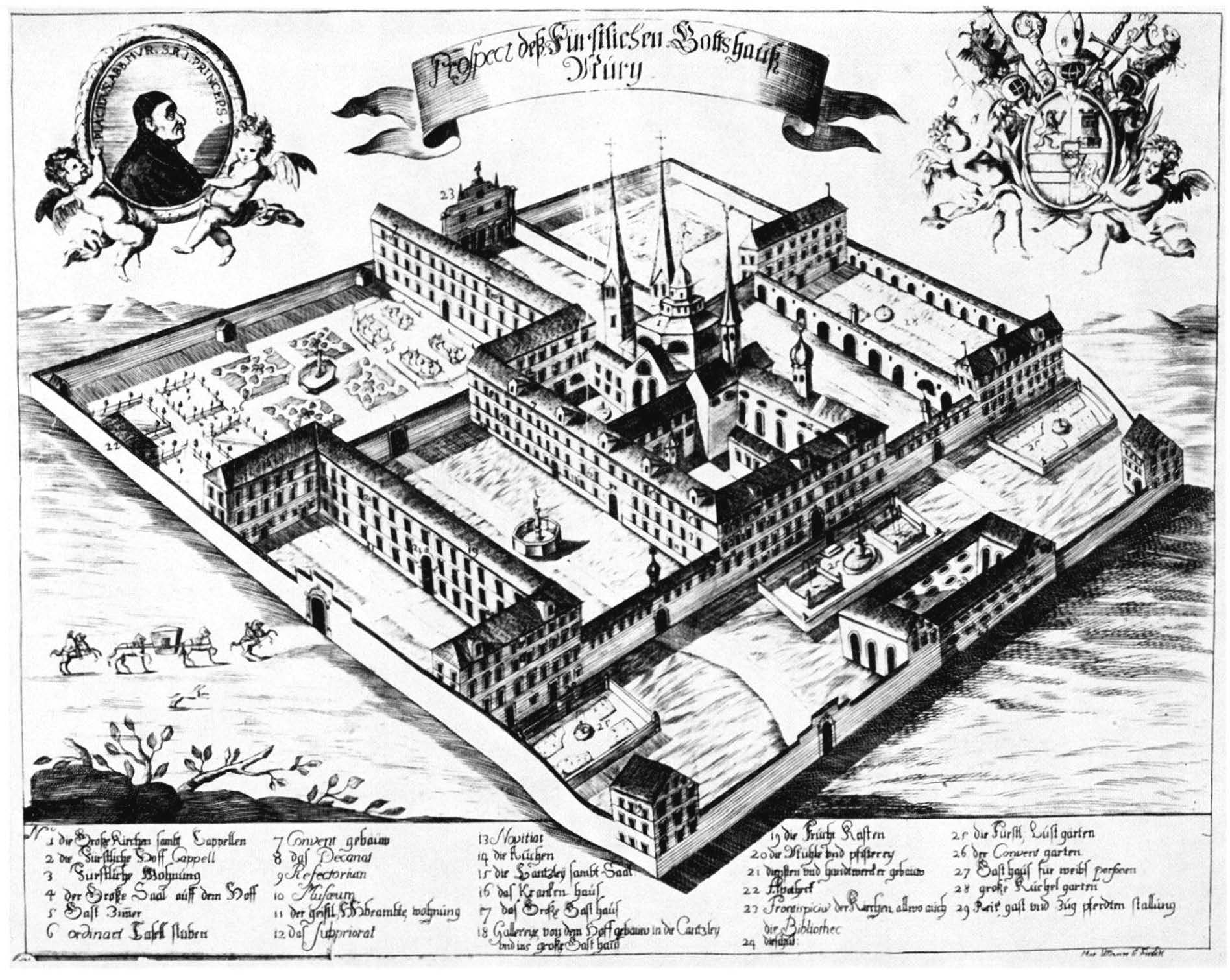
«Prospect des Fürstlichen Gottshauß Mury», Matthias Wickart, (nach 1701)

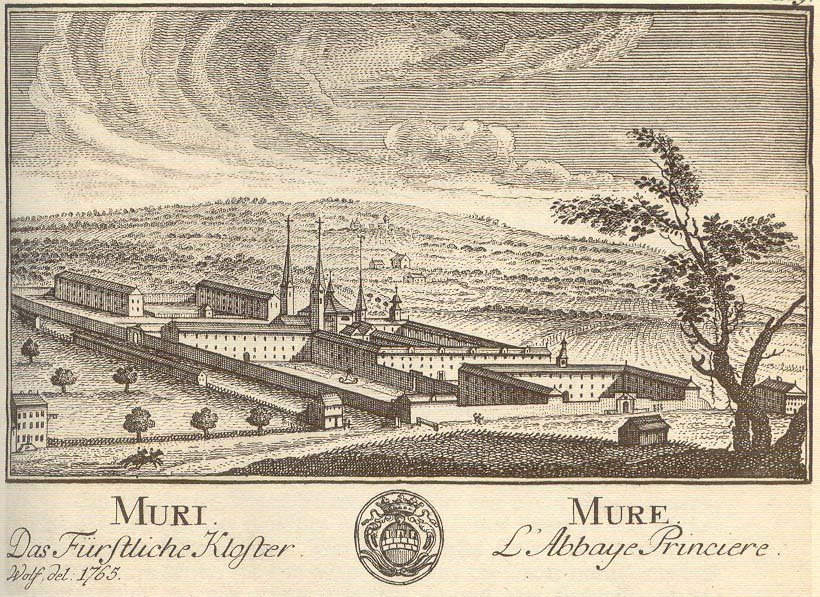
Ansicht des Klosters in der Topographie der Eydgenossschaft von David Herrliberger (1765)

Als bedeutendster Abt neben Singisen gilt Plazidus Zurlauben, der in hohem Masse auf Repräsentation bedacht war. Wenige Monate nach seinem Amtsantritt beschloss er 1684 einen umfassenden Neubau der Klosteranlage. Am 1. Mai 1684 wurde der Katakombenheilige Benedictus in einer Translationsfeier in die Klosterkirche gebracht. Den Anfang machten 1685/86 Abtskapelle und Abtswohnung. 1694 folgte ein neuer Westflügel, 1696 ein neuer Südflügel. Hinzu kamen um die Jahrhundertwende verschiedene Ökonomiebauten. Das wichtigste Bauvorhaben betraf die Klosterkirche, die nicht mehr den Bedürfnissen der Zeit entsprach. Zurlauben liess zwischen 1694 und 1697 das Kirchenschiff durch ein Oktogon nach oberitalienischem Vorbild ersetzen, 1698 entstand im Kreuzgang die Loretokapelle. Die erneuerte und erweiterte Klosteranlage war nun überwiegend von barocker Architektur geprägt, die Baukosten betrugen mehr als 150'000 Gulden. 1700/01 liess Zurlauben ausserdem auf dem Lindenberg oberhalb von Muri das Schloss Horben errichten, als Sommersitz und Erholungsheim der Mönche.
Zurlauben erweiterte die bestehenden Gerichts- und Grundherrschaften der Abtei im Thurgau: 1693 erwarb er die Herrschaft Sandegg in Salenstein, fünf Jahre später die Herrschaft Eppishausen in Erlen. Der grösste Prestigegewinn gelang ihm 1701, als er am kaiserlichen Hof in Wien für sich und seine Nachfolger den Titel eines Fürstabtes erwarb. Als Mitglieder des Reichsfürstenrates hatten die Fürstäbte von Muri das Recht, an Reichstagen teilzunehmen, was sie aber nie in Anspruch nahmen. Die Abtei baute ein zusammenhängendes Herrschaftsterritorium am oberen Neckar auf, bestehend aus Gütern und Rechten verarmter Reichsritter des Ritterkantons Neckar-Schwarzwald. Das Territorium umfasste mehrere Dörfer um Horb am Neckar und Sulz am Neckar. Am Anfang stand 1706 der Erwerb der Herrschaft Glatt mit dem Schloss Glatt. 1708 folgten die Orte Diessen, Dettlingen und Haidenhof, 1715 Dettensee, 1725 Dettingen und 1743 das Rittergut Neckarhausen. Für die territorialen Erweiterungen wendete die Abtei 310'000 Gulden auf.
Während des Zweiten Villmergerkriegs im Jahr 1712 suchten die Mönche erneut in Luzern Zuflucht. Auch Klosterschatz, Archiv und Bibliothek überführte man vorübergehend dorthin. Das Kloster blieb unbehelligt, doch Kriegssteuern, Beschlagnahmungen und Schäden in den Kollaturen verursachten Verluste von rund 100'000 Gulden. Muri, das mittlerweile als reichste Abtei der Schweiz galt, konnte diese bald wettmachen. Ab 1712 war auch Bern an der Landesherrschaft in den Freien Ämtern beteiligt. Um 1750 zählte der Konvent über 50 Mitglieder. Fürstabt Gerold Meyer erteilte 1788 den Auftrag zum Bau eines neuen Ost- und Südflügels. Er reagierte auf den zunehmenden Druck aufklärerischer Kreise, die Klosterschule breiteren Bevölkerungsschichten zu öffnen. Das monumentale Gebäude sollte genügend Platz für Schule und Bibliothek bieten, ausserdem war die Gründung eines Priesterseminars geplant. 1798 waren die Gebäude im Rohbau fertiggestellt. Der ebenfalls geplante Neubau des Westflügels und der Kirchtürme gelangte nicht mehr zur Ausführung, da sich die politischen Ereignisse überschlugen.

### Niedergang und Aufhebung

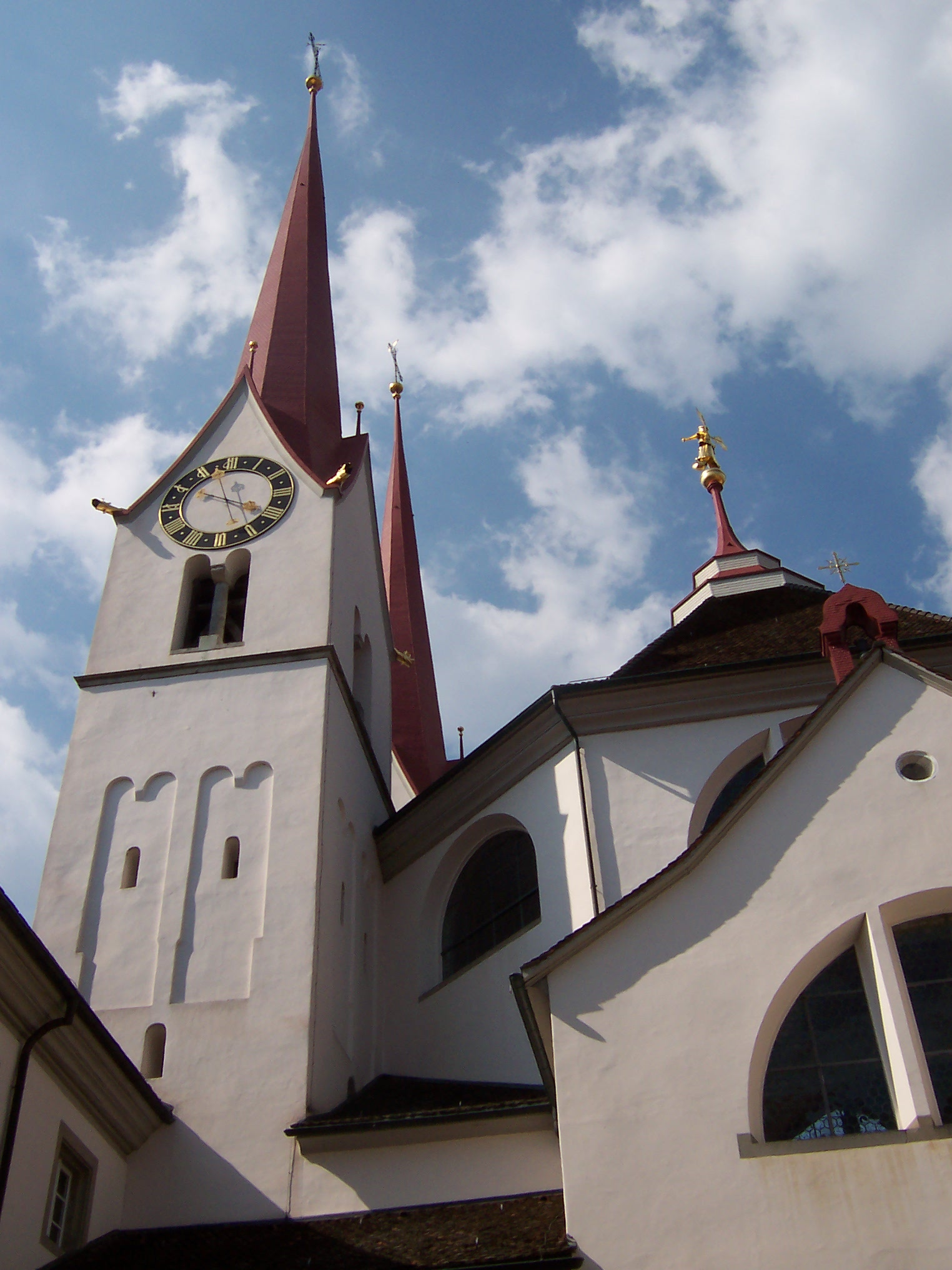
Südturm und Kuppel der Klosterkirche, vom Kreuzgangshof aus gesehen

Der Franzoseneinfall fegte die alte Ordnung hinweg. Im März 1798 begab sich der Fürstabt ins Exil und der Konvent verzichtete in seinem Namen auf seine Herrschaftsrechte. Die Regierung der neuen Helvetischen Republik stellte das Kloster unter staatliche Verwaltung und ordnete ein Inventar an. Im August mussten die Mitglieder des Konvents einen Eid auf die Verfassung ablegen. Die Abtei musste hohe Kriegssteuern entrichten und umfangreiche Requisitionsleistungen erbringen. Hinzu kam zwischen Januar und September 1799, in der Frühphase des Zweiten Koalitionskriegs, die Unterbringung und Verpflegung von 5500 französischen Soldaten. Im Vorgriff auf den Reichsdeputationshauptschluss nahm das Fürstentum Hohenzollern-Sigmaringen am 2. November 1802 fast die gesamte Muri-Herrschaft am Neckar in Besitz (das spätere Oberamt Glatt), ein kleiner Teil gelangte an das Herzogtum Württemberg. Gerold Meyer verlor seinen Fürstabttitel, der finanzielle Verlust betrug insgesamt 950'000 Gulden. Zwar versuchte die Abtei auf juristischem Wege eine angemessene Entschädigung zu erhalten, doch erst 1830 wurde in einem Vergleich die geringe Summe von 70'000 Gulden vereinbart.
Im 1803 entstandenen Kanton Aargau durften die Klöster ihre Güter wieder frei verwalten, andererseits konnten sich die Bauern von Zinsen und Zehnten freikaufen. Um den beträchtlichen finanziellen Schaden wenigstens teilweise auszugleichen, verkaufte die Abtei 1807 die thurgauischen Herrschaften Sandegg und Eppishausen. Der 1815 geschlossene Bundesvertrag garantierte ausdrücklich den Fortbestand der Klöster. 1830 gelangten liberale Kräfte an die Macht, die den Einfluss der als staatsfeindlich geltenden katholischen Kirche zurückdrängen wollten. Sieben liberale Kantone, darunter der Aargau, beschlossen 1834 die Badener Artikel. Die Kirche wurde unter staatliche Kontrolle gestellt, während die Klöster das Schul- und Armenwesen finanziell unterstützen mussten. Die Abtei Muri, die damals drei Millionen Franken Vermögen besass und 80 Angestellte zählte, musste ein umfangreiches Inventar erstellen. Die Kantonsregierung stellte am 7. November 1835 die Abtei unter staatliche Verwaltung und verbot die Aufnahme von Novizen. Erst nachdem aargauische Truppen das Freiamt besetzt hatten, leisteten die Geistlichen am 30. November einen Eid auf die Verfassung. Der Verwalter Rudolf Lindenmann verkaufte die übrig gebliebenen Klostergüter, zum Teil unter Wert.

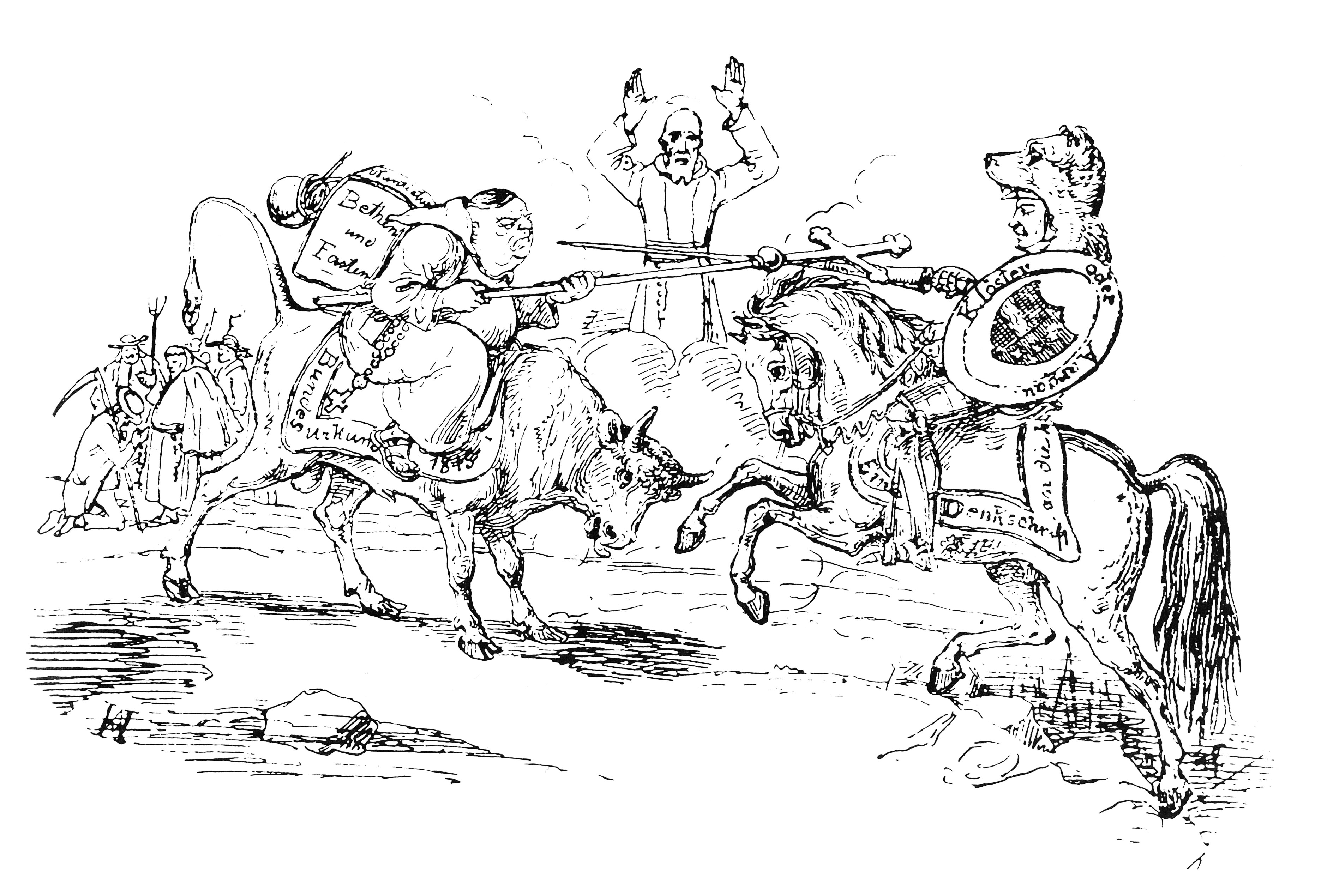
Katholiken und Liberale streiten um die Aargauer Klöster: Karikatur des Satiremagazins Guckkasten (25. März 1841)

Am 10. Januar 1841 kam es im Freiamt nach der Annahme einer neuen Verfassung, die in allen katholischen Bezirken deutlich abgelehnt worden war, sowie nach der Verhaftung des Bünzer Komitees zu einem bewaffneten Aufstand, den die Regierungstruppen rasch niederschlugen. Die Kantonsregierung beschuldigte die Klöster, allen voran Muri, den Aufstand angestiftet zu haben. Auf Antrag von Augustin Keller beschloss der Grosse Rat am 13. Januar deren sofortige Aufhebung. Oberst Friedrich Frey-Herosé (der spätere Bundesrat) erhielt den Befehl, den Beschluss umzusetzen. Er schränkte die Bewegungsfreiheit der Mönche ein und forderte sie am 25. Januar auf, den Kanton innerhalb von 48 Stunden zu verlassen. Abt Adalbert Regli blieb für einige Tage mit vier Mönchen zurück, um die Übergabe des Klostervermögens zu regeln. Am 3. Februar verliess er Muri als Letzter.
Der Aargauer Klosterstreit führte zu innen- und aussenpolitischen Spannungen. Fürst Metternich, der österreichische Staatskanzler, erwog sogar eine militärische Intervention. Schliesslich stimmte der Kanton Aargau 1843 einem Kompromiss zu und liess die Frauenklöster wieder zu, die Männerklöster blieben jedoch endgültig aufgehoben. Noch im Februar 1841 nahm der vertriebene Konvent ein Angebot des Kantons Obwalden an, woraufhin mehrere Ordensbrüder im November 1841 nach Sarnen zogen, um dort am Kollegium zu unterrichten. Die Benediktiner leiteten es bis zur Gründung der säkularisierten Kantonsschule Obwalden im Jahr 1974, von 1868 bis 2000 betrieben sie auch ein angeschlossenes Internat. Bis Ende des Schuljahres 2012/13 gehörten Ordensbrüder zum Lehrkörper der Kantonsschule. Abt Adalbert Regli führte ab September 1843 Verhandlungen mit Metternich zur Übernahme des leerstehenden Augustiner-Chorherrenstifts in Gries bei Bozen. Im Juni 1845 übersiedelten die ersten Ordensbrüder und begründeten die Abtei Muri-Gries, die heute noch Mitglied der Schweizerischen Benediktinerkongregation ist.

### Weitere Entwicklung
Der erste Gottesdienst in der Klosterkirche fand erst wieder am Martinstag (11. November) 1850 statt. Die römisch-katholische Kirchgemeinde Muri anerkannte 1863 die Klosterkirche als zweite Pfarrkirche. Sie blieb aber im Besitz des Kantons, der nur die allernötigsten Reparaturen veranlasste. Nachdem im Jahr 1928 Teile der Stuckdecke heruntergefallen waren, führte man von 1929 bis 1933 erstmals eine Innenrestaurierung durch. Kirchgemeinde und Kanton schlossen 1939 einen Rückgabevertrag; die feierliche Übergabe erfolgte am 13. Januar 1941, genau hundert Jahre nach der Klosteraufhebung. Die erste umfassende Aussenrestaurierung der Klosterkirche erfolgte zwischen 1953 und 1957, eine zweite zwischen 1995 und 1997. Die Kirchgemeinde richtete 1960 im Konventflügel ein kleines Hospiz ein; seither sind wieder einzelne Benediktiner in Muri präsent und übernehmen seelsorgerische Aufgaben in der Region.

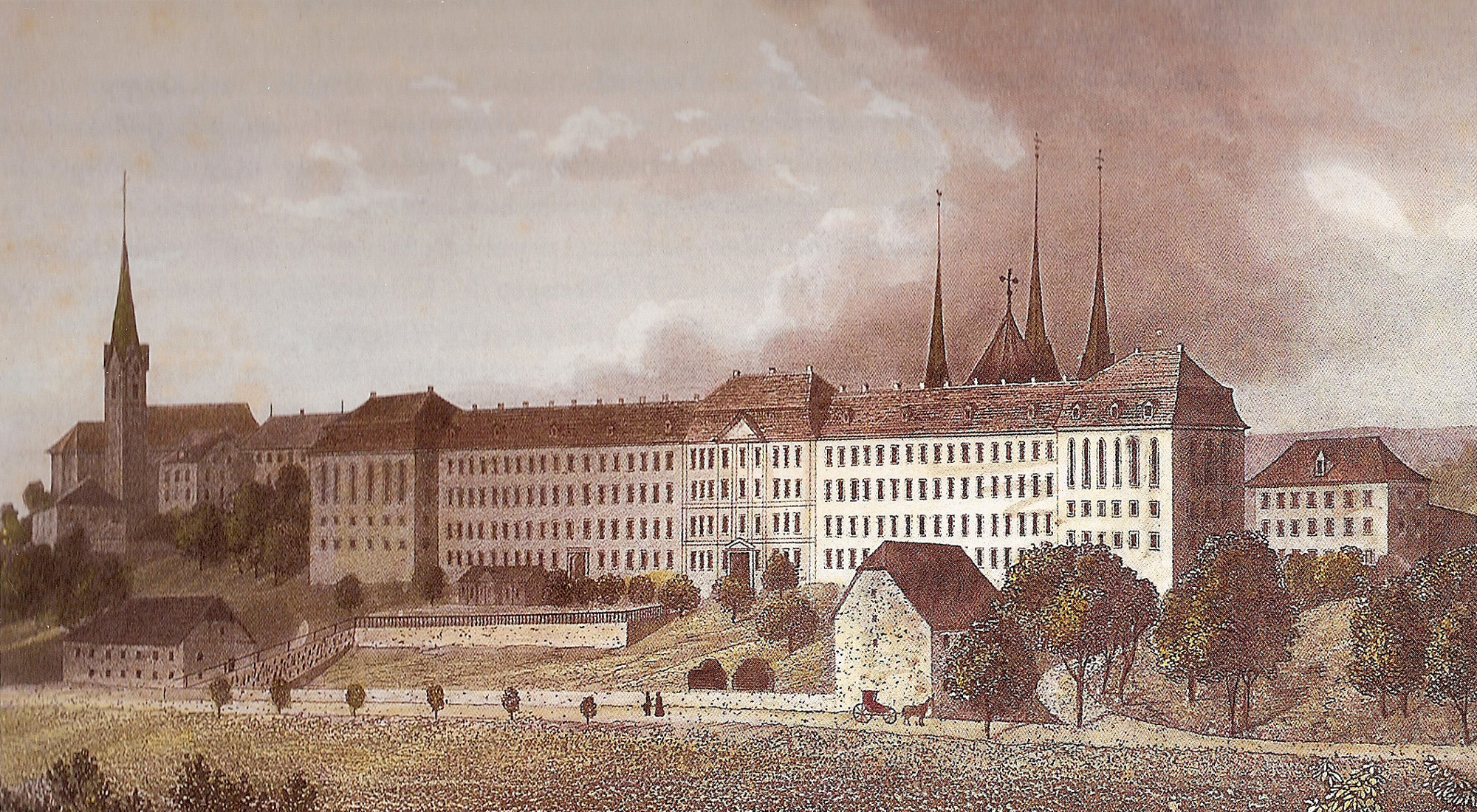
Ansicht des Ostflügels (1868)

Nach der Klosteraufhebung gab es zahlreiche Pläne zur Nutzung der leer stehenden Gebäude. Adalbert Regli wollte ursprünglich im Frühjahr 1840 eine progymnasiale Bezirksschule eröffnen, die wie gesetzlich vorgeschrieben unter staatlicher Aufsicht stehen würde, doch die Ereignisse kamen ihm zuvor. Später sollte im geräumigen Ostflügel das kantonale Lehrerseminar eingerichtet werden, doch der Grosse Rat entschied sich 1846 für das ebenfalls aufgehobene Kloster Wettingen. 1851 beabsichtigte der deutsche Verleger Joseph Meyer, sein Bibliographisches Institut von Hildburghausen nach Muri zu verlegen. Die Verhandlungen scheiterten ein Jahr später, nachdem die Kantonsregierung bekanntgab, eine psychiatrische Klinik einrichten zu wollen (ein letztlich in Königsfelden verwirklichtes Vorhaben). 1861 wurde eine kantonale Landwirtschaftsschule eröffnet, die zunächst von Jakob Glaser geleitet wurde. Sie konnte nie richtig Fuss fassen und musste 1873 wegen zu geringem Interesse der Landwirte geschlossen werden. Projekte für eine Zuckerfabrik und eine Maschinenstickerei scheiterten ebenfalls. Im November 1883 genehmigte der Grosse Rat den Umbau des Ostflügels. Es entstand eine kantonale Pflegeanstalt «für arbeitsunfähige und gebrechliche Erwachsene», die im September 1887 eröffnet wurde und im Endausbau 340 Personen Platz bieten sollte.
1843 nahm im Südflügel die Bezirksschule Muri doch noch ihren Lehrbetrieb auf. Sie war die einzige Schule dieser Art im Aargau, die direkt dem Kanton und nicht wie sonst üblich einem Gemeindeverband unterstand. Die liberale Regierung befürchtete, die überwiegend konservativen Gemeindebehörden des Bezirks Muri würden sonst Einfluss auf den Schulstoff nehmen. Erst 1976 wurde die Bezirksschule Muri per Dekret gleichgestellt, zwei Jahre später erfolgte die Gründung eines kommunalen Zweckverbandes. 1851 beschloss die Gemeinde Muri die Zusammenlegung der auf drei Gebäude verteilten Primarschule. Geplant war zuerst der Umzug ins Amtshaus, doch das Vorhaben verlief im Sande. 1857 entschied sich die Gemeinde stattdessen für die Nutzung des Konventflügels, ein Jahr später war der Umzug abgeschlossen. Im Erdgeschoss dieses Gebäudes, in der ehemaligen Klosterküche, befand sich von 1868 bis 1897 eine Käserei. Im Singisenflügel bestand von 1847 bis 1876 eine «Armenversorgungs- und Arbeitsanstalt». An ihre Stelle trat 1900 das Altersheim St. Martin, welches das Gebäude bis 1991 nutzte und dann einen Neubau in der Nachbarschaft bezog. Die seit 1705 bestehende und seit 1839 von Pächtern geführte Klosterapotheke im Südflügel zog 1862 in den Singisenflügel um und wurde 1895 geschlossen; die aus dem 18. Jahrhundert stammende Einrichtung wird seither im Landesmuseum Zürich ausgestellt.

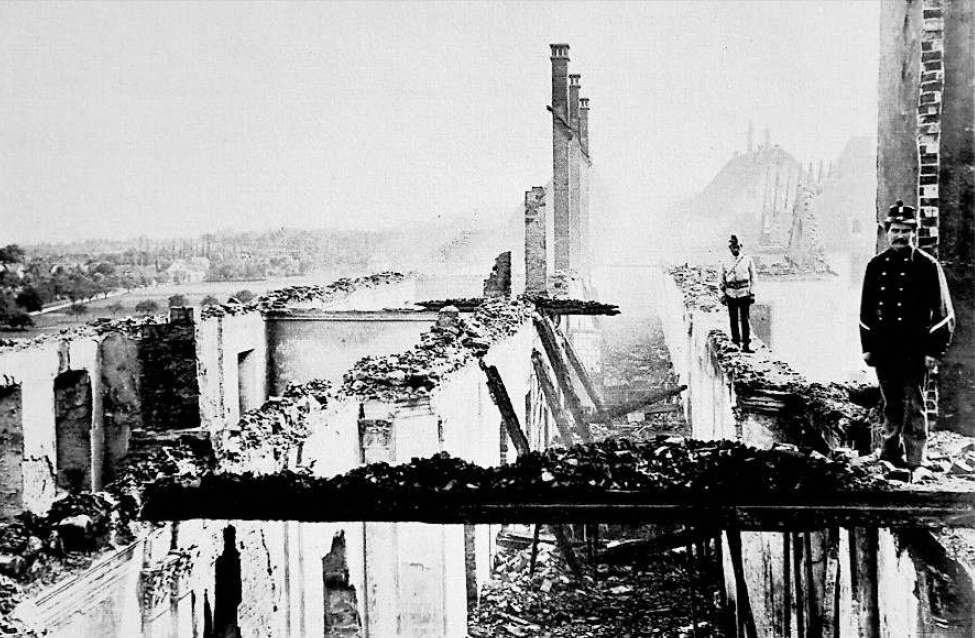
Feuerwehrleute auf den Mauern des ausgebrannten Ostflügels (1889)

Anfang Februar 1871 überschritt die französische Bourbaki-Armee die Grenze und liess sich internieren. Am 7. Februar wurden 970 der insgesamt rund 87.000 Soldaten nach Muri gebracht. Als Unterkunft diente das Kloster, die Bevölkerung spendete Geld und Kleidung. Bis zum Ende der Internierung am 13. März starben 22 Soldaten an Typhus, woran eine Gedenktafel an der Pfarrkirche erinnert. Am 21. August 1889 brach aus nie geklärten Gründen im Dachboden des Ostflügels ein Brand aus. Alle Insassen der Pflegeanstalt konnten rechtzeitig gerettet werden. Begünstigt durch eingelagertes Holz und starken Wind brannte der Ostflügel vollständig aus. Die Flammen griffen auf die Abtskapelle und die Sakristei über, die irreparabel beschädigt und danach abgebrochen wurden. Ein Übergreifen auf den Südflügel und den Chor der Klosterkirche konnte knapp verhindert werden. 43 Feuerwehren aus vier Kantonen standen bis zu fünf Tage im Einsatz, da der Brand immer wieder aufflackerte. Die kantonale Brandversicherungsanstalt geriet beinahe in Konkurs und konnte diesen nur mit 25 % höheren Prämien abwenden. Der Ostflügel erhielt ein provisorisches Dach, das hundert Jahre bestehen blieb.
Der Kanton verzichtete auf die Wiederherstellung der Pflegeanstalt und bot der Gemeinde die Brandruine zum Kauf an. Als die Gemeindeversammlung dieses Angebot ablehnte, verkaufte der Grosse Rat das Gebäude an ein Konsortium, das die Ansiedlung von Industrie versprach. Weder der Aufbau einer Zigarren- noch einer Konservenfabrik kam zustande. 1897 bekundete ein deutscher Bierbrauer sein Interesse, setzte sich aber nach Vertragsabschluss in die USA ab. Eine wohltätige Stiftung erwarb 1899 den Ostflügel aus der Konkursmasse und liess ihn instand setzen. Sie betrieb darin ein Altersasyl, eine Sprachschule und ein Erziehungsheim für Waisenkinder. Ein Verein kaufte 1908 der Stiftung den Ostflügel ab und richtete ein Pflegeheim ein, das 1909 den Betrieb aufnahm und bis heute besteht. 1938 wurde an das Nordende des Ostflügels ein Zweckbau angebaut (2009 modernisiert). Ende der 1950er Jahre wollte das Pflegeheim einen zweiten Erweiterungsbau errichten, der die Klosterkirche an deren Nordseite flankiert hätte. Der Gemeinderat genehmigte das Vorhaben, doch die Kantonsregierung hiess eine von der Kirchgemeinde eingereichte Beschwerde aus denkmalpflegerischen Gründen gut.

## Kultureller Einfluss
Gemäss den Acta Murensia gab es in Muri von Anfang an eine Klosterschule. Sie beschränkte sich auf die Ausbildung des eigenen Nachwuchses und zählte nie mehr als zwölf Schüler gleichzeitig. Für Bücher und Schulmaterial mussten die Familien der Schüler selbst aufkommen. Neben den Lateinschulen in Bremgarten und Mellingen war die Klosterschule der einzige Ort in den Freien Ämtern, wo höhere Bildung vermittelt wurde. In Muri war sie lange Zeit sogar die einzige Bildungsstätte. Die Eröffnung einer Dorfschule erfolgte erst 1735, als die Abtei zu diesem Zweck 2000 Gulden spendete und dafür das Recht der Wahl des Schulmeisters beanspruchte. Auf politischen Druck hin musste die Abtei die Klosterschule zu Beginn des 19. Jahrhunderts für externe Schüler öffnen. Sie wandelte sich zu einem Gymnasium mit 40 bis 50 Schülern, wurde aber 1835 auf Anordnung des Kantons geschlossen.
Die Klosterbibliothek geht auf den ersten Klostervorsteher Reginbold zurück. Die Acta Murensia enthalten eine Liste der von ihm erworbenen Bücher. Ausserdem werden die Mönche Nokerus und Heinricus namentlich als erste Schreiber des Skriptoriums erwähnt. Über die Jahrhunderte wuchs der Bücherbestand trotz Bränden und kriegerischen Ereignissen an. 1609 liess Abt Johann Jodok Singisen die Vorhalle der Klosterkirche aufstocken und im neuen Raum die Bibliothek einrichten (der Aufbau wurde 1810 wieder abgebrochen, nachdem die Bibliothek in den Südflügel umgezogen war). Singisen eröffnete parallel dazu eine Buchbinderei, 1644 auch eine Druckerei. Letztere blieb bis 1799 in Betrieb, als die Druckerpresse beschlagnahmt und nach Zürich gebracht wurde. Während man das Klosterarchiv nach der Aufhebung ins Aargauer Staatsarchiv überführte, verblieb den Benediktinern über die Hälfte der Kodizes. Sie wurden zunächst in Gries aufbewahrt und 1914 nach Sarnen ins Archiv des Kollegiums gebracht. Die übrigen Kodizes sind im Besitz der Aargauer Kantonsbibliothek.

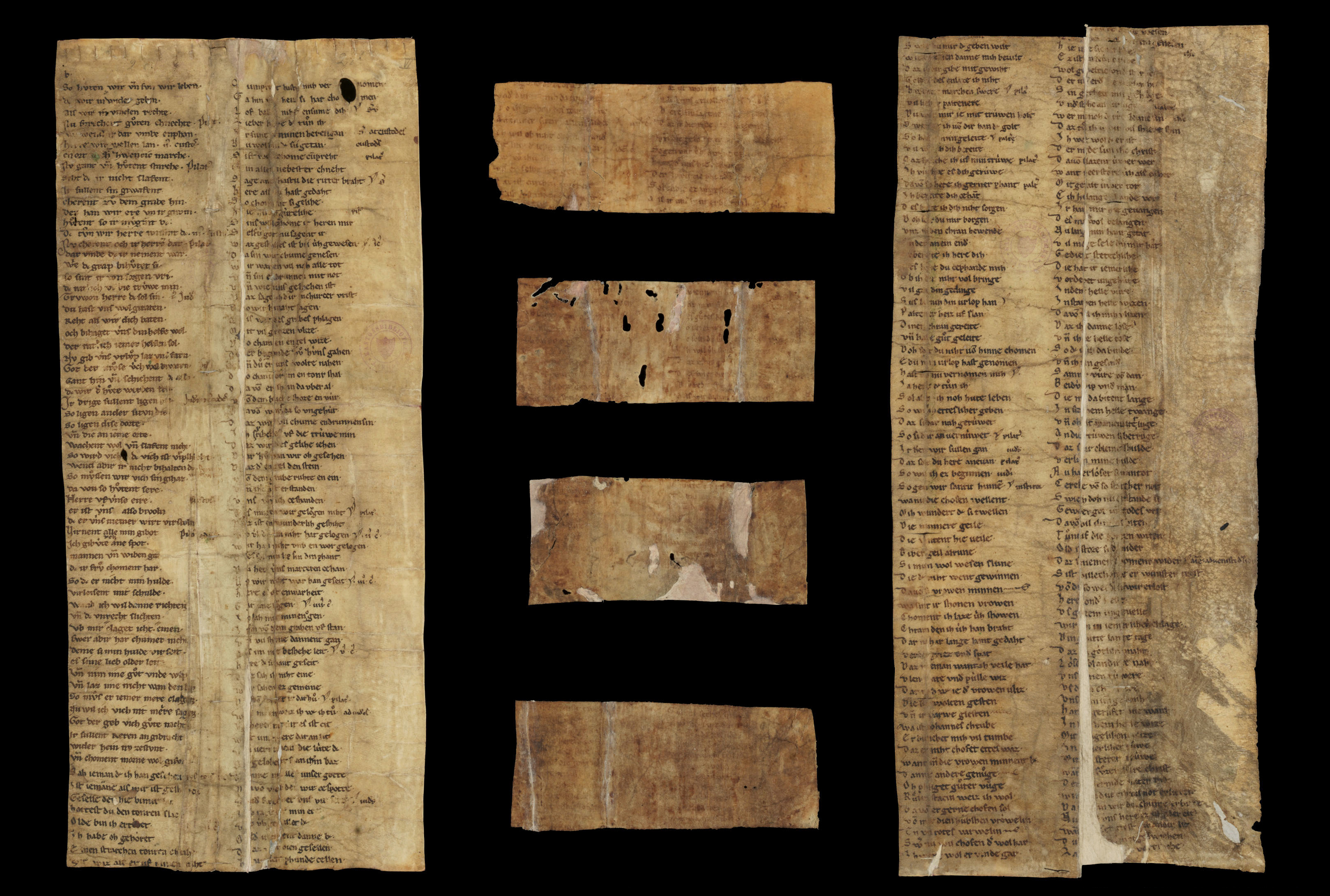
Osterspiel von Muri (Vorderseite)

Die Abtei brachte einige herausragende Künstler hervor. Dazu gehören unter anderem der Dichter Konrad von Mure (ca. 1210–1281) sowie die Maler Johann Caspar Winterlin (ca. 1575–1634) und Leodegar Kretz (1805–1871). Einen hohen Stellenwert besass die Geschichtsschreibung, angefangen bei den Acta Murensia. Zum Bestand gehörte ab etwa 1500 auch das Chronicon Murense, das im 12. Jahrhundert in Engelberg entstanden war und eine Abschrift der Kaiserchronik enthielt. Darauf basierend verfasste der Historiker Aegidius Tschudi in den 1530er Jahren eine Klosterchronik. Sein Neffe Dominikus Tschudi erstellte mithilfe derselben Quellen eine Genealogie der Habsburger, Augustin Stoecklin legte verschiedene Quellensammlungen an und auch Fürstabt Fridolin Kopp betrieb historische Forschung. Als bedeutendster Chronist gilt Pater Anselm Weissenbach, der zwischen 1683 und 1693 eine Klostergeschichte verfasste. Sein Werk bildete die Grundlage für das bisher umfangreichste historische Werk, das Pater Martin Kiem 1881 und 1891 in zwei Bänden publizierte. Das bedeutendste Werk der Klosterbibliothek ist das Osterspiel von Muri. Diese fragmentarisch erhalten gebliebene Handschrift aus der Mitte des 13. Jahrhunderts wurde 1840 im Einband einer Vulgata-Ausgabe entdeckt und gilt als das älteste bekannte geistliche Drama in deutschen Reimen.
Vom einst umfangreichen Kirchenschatz, den die Abtei erwarb oder geschenkt erhielt, ist in Muri nur noch ein Bruchteil vorhanden. Erste Verluste musste die Abtei 1798 hinnehmen, als die in Geldnöten steckende helvetische Regierung eine beträchtliche Anzahl von Objekten einschmelzen liess. 1803 erstattete der Kanton Aargau einen Teil des damals beschlagnahmten Gutes zurück. Vor und nach der Klosteraufhebung entzogen die Mönche zahlreiche Objekte dem Zugriff des Staates und brachten sie nach Sarnen. Den Rest liessen die Behörden nach Aarau schaffen und einlagern. In den folgenden Jahren verteilte der Kanton Kultgeräte an verschiedene Aargauer Kirchgemeinden, darunter auch Muri. Der Rest des beschlagnahmten Kirchenschatzes wurde zwischen 1844 und 1851 an Kunsthändler verkauft. Auf diese Weise gelangten die Objekte in den Besitz von Museen, Privatsammlungen und auch der päpstlichen Kurie.

## Wappen und Siegel

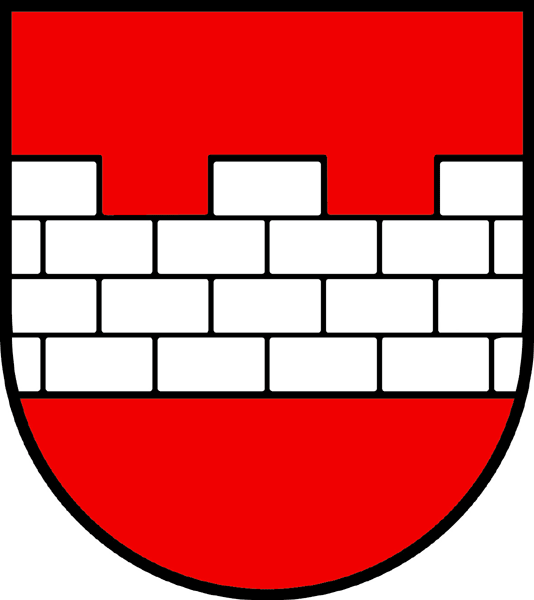
Abteiwappen

Der Konvent besass ab etwa 1480 ein Wappen, das eine gekrönte goldene Schlange im blauen Feld zeigt. Abt Johannes Feierabend führte 1508 für die Abtei ein eigenes Wappen ein. Abgeleitet vom lateinischen Ursprung des Ortsnamens Muri (murus) ist darauf eine dreireihige, schwarz gefugte Mauer mit drei Zinnen abgebildet. Die Gemeinde Muri führte ab 1930 das Wappen der ehemaligen Abtei, wechselte jedoch 1972 in Anlehnung an eine Darstellung von 1618 zu einer zweireihigen Mauer. Die ältere Version gilt heute unverändert als Wappen des Bezirks Muri.
Das älteste überlieferte Siegel ist jenes von Abt Arnold (ab 1223). Die Äbtesiegel wechselten in der Folge bei Amtsantritt jedes neuen Klostervorstehers. Sie zeigten eine figürliche Darstellung des jeweiligen Abtes. Ab der Amtszeit von Abt Georg Russinger in der ersten Hälfte des 15. Jahrhunderts wurde der heraldische Aspekt immer stärker gewichtet, bis schliesslich Jakob Meier 1585 mit der Tradition ganz brach und sich auf ein Wappenmotiv mit Inschrift beschränkte.

## Klosteranlage

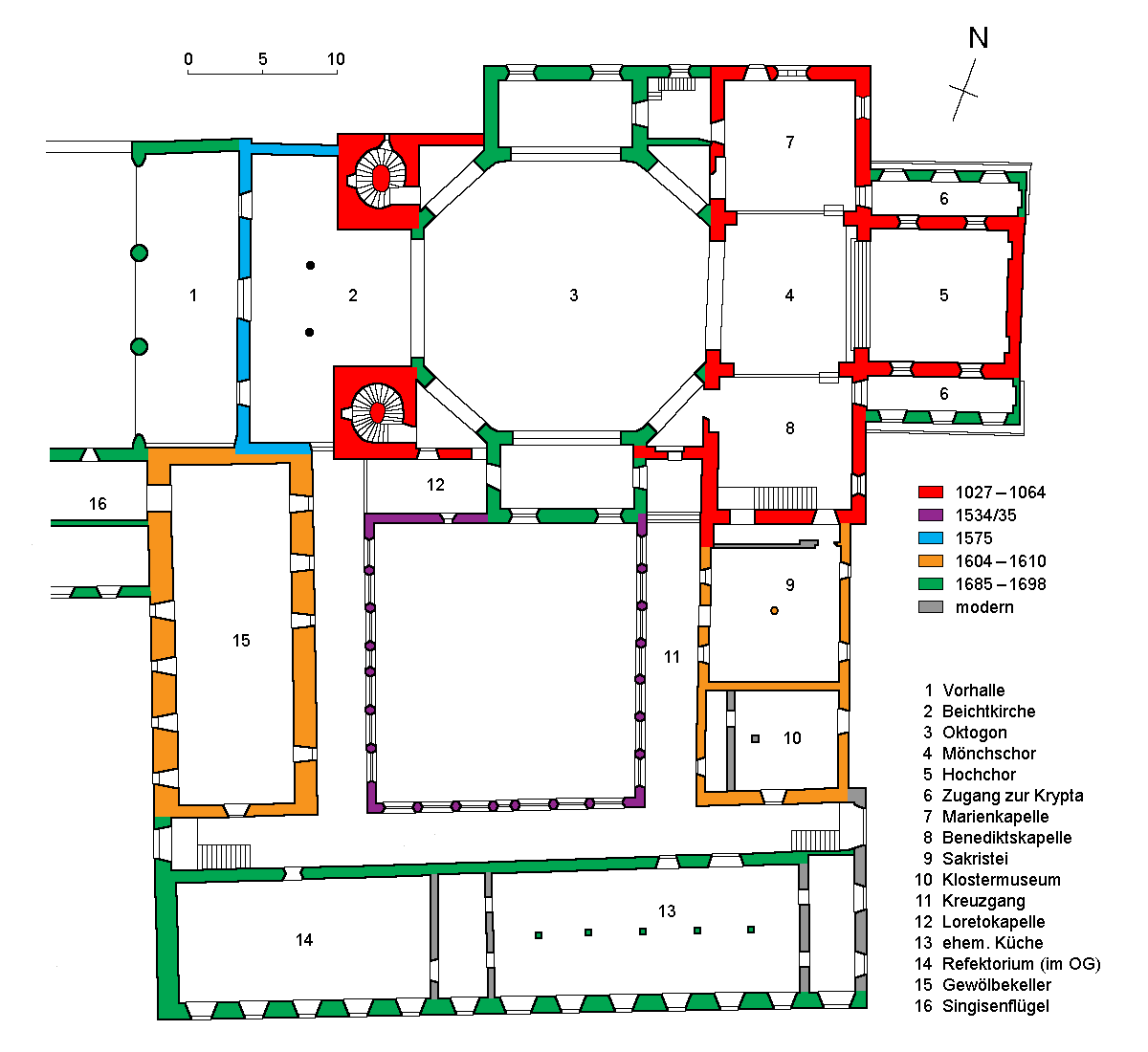
Grundriss von Klosterkirche und Konventflügel

### Klosterkirche St. Martin

#### Äusseres
Die geostete Klosterkirche ist dem Heiligen Martin von Tours geweiht und steht im Winkel zwischen Kreuzgang und Ostflügel. Sie ist 60 Meter lang und beim Querschiff bis zu 31 Meter breit. Über die Jahrhunderte ist sie äusserlich zu einer Einheit aus Romanik, Gotik und Barock verwachsen, gekennzeichnet durch kubische Strenge, reiche Gliederung und vielfältige Abstufungen. Die ältesten Teile reichen bis in die Mitte des 11. Jahrhunderts zurück; es handelt sich dabei um den Unterbau der beiden Kirchtürme, die Mauern des Querschiffs und des Chors sowie die Krypta.
Das Gebäude besteht überwiegend aus weiss verputztem Bruchsteinmauerwerk, hinzu kommen stellenweise Hausteine. Eine Vielfalt an Wandöffnungen gliedern den Baukörper. Das Oktogon besitzt grosse Thermenfenster, der Chor schmale rundbogige Lichter, das Querhaus ein spätgotisches Masswerkfenster und eine romanische Blendarkade. Der Nord- und der Südturm an der Westfassade (beide 1558 erbaut) sind bis zu den Wimpergen jeweils 32 Meter hoch. Prägend ist auch die 25 Meter hohe Kuppel über dem Oktogon. Dieser Kuppelzentralbau, das grösste Bauwerk dieser Art in der Schweiz, wird von einer Kugel bekrönt, auf der ein Posaunenengel steht. Über der Vierung des Querschiffs erhebt sich ein achtseitiger, im Jahr 1491 erbauter Dachreiter, der wegen des Hahns an der Spitze die schweizerdeutsche Bezeichnung «Güggelturm» trägt.

#### Innenraum

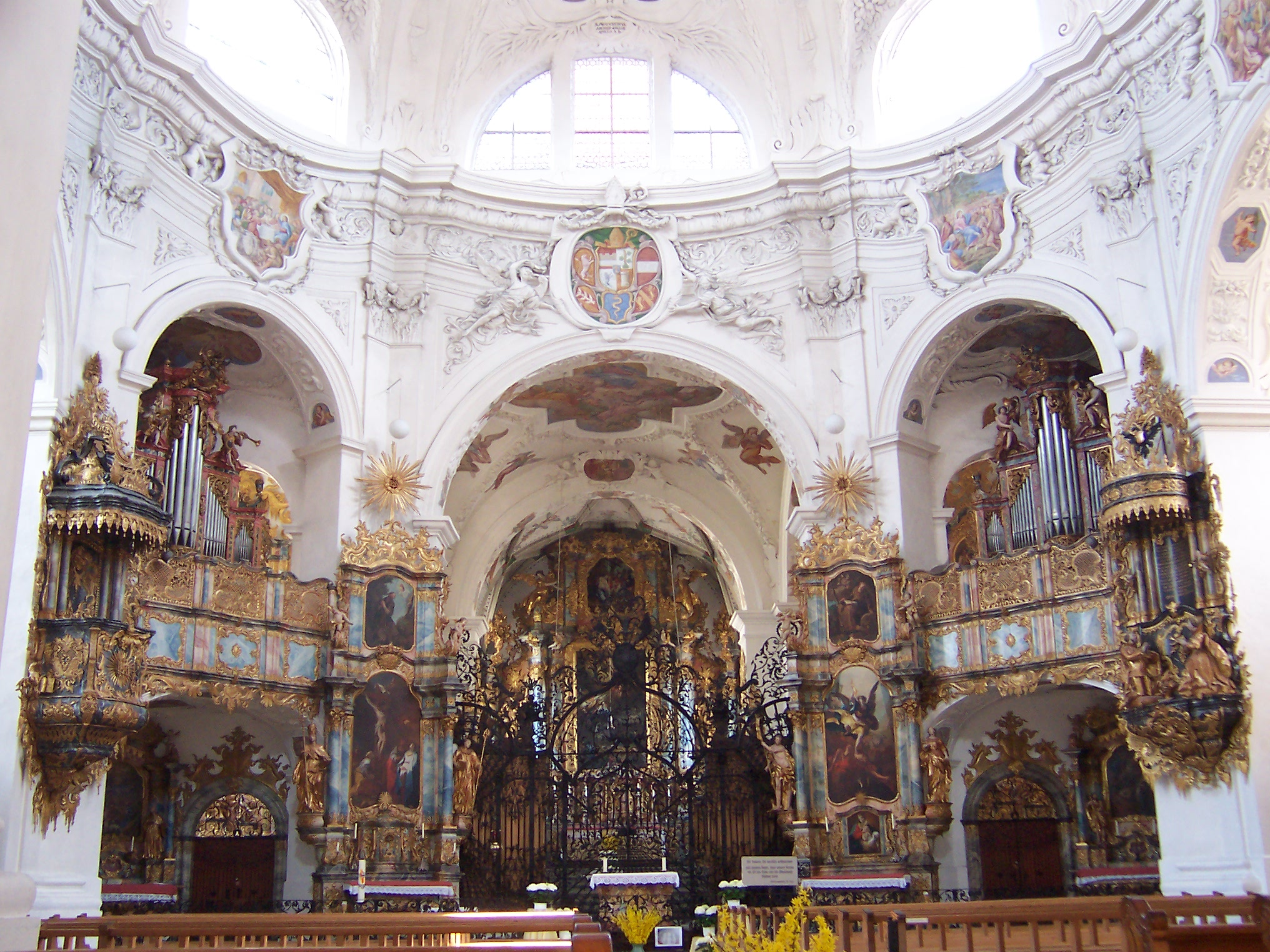
Blick in das Oktogon

Durch das Hauptportal im Westen gelangt man in die niedrige, mit Fresken geschmückte Beichtkirche. An den Seiten befinden sich die Fundamente der beiden Kirchtürme sowie drei der ursprünglich acht Beichtstühle. Ein grosser Bogen bildet den Übergang zum zentralen Oktogon, ein Werk des Tessiner Stuckateurs Giovanni Battista Bettini aus Breganzona. Der Raum wurde in den annähernd quadratischen Grundriss des Kirchenschiffs eingefasst. Auf diese Weise entstanden vier kleine Räume in den Diagonalachsen sowie zwei grössere Seitenräume. Das Sterngewölbe der Kuppel ruht ohne Attika oder Tambour auf dem Gebälk. Ein rundes Allerheiligen-Motiv ziert die Kuppelmitte, die Kuppelzwickel enthalten Darstellungen benediktinischer Missionare. Hinzu kommen weitere Gemälde über den mit einem durchgehenden Kranzgesims verbundenen Bogenscheiteln. Alle Deckenbilder stammen von Francesco Antonio Giorgioli. Unter dem Boden des Oktogons befinden sich Gräber mit den sterblichen Überresten der Klosterstifter Ita von Lothringen und Radbot sowie von Abt Johann Jodok Singisen.
Östlich des Oktogons folgt die Vierung (auch Mönchschor genannt), die drei Treppenstufen höher liegt. Schmale Durchgänge führen zu den Seitenarmen des Querschiffs, in denen Kapellen für die Muttergottes (Norden) und den heiligen Benedikt von Nursia (Süden) eingerichtet sind. Sechs Treppenstufen führen von der Vierung in den östlich angrenzenden Hochchor, der ein Sterngewölbe besitzt. Die Decken der Vierung, des Hochchors und der Seitenkapellen sind mit weiteren Fresken von Giorgioli bemalt. Unter dem Boden des Hochchors und des Querschiffs befindet sich die romanische Krypta, eine von sechs Säulen getragene, dreischiffige Halle mit Kreuzgratgewölbe. Zugang zu ihr erhält man durch schmale Korridore von den Querschiffkapellen her.

#### Ausstattung

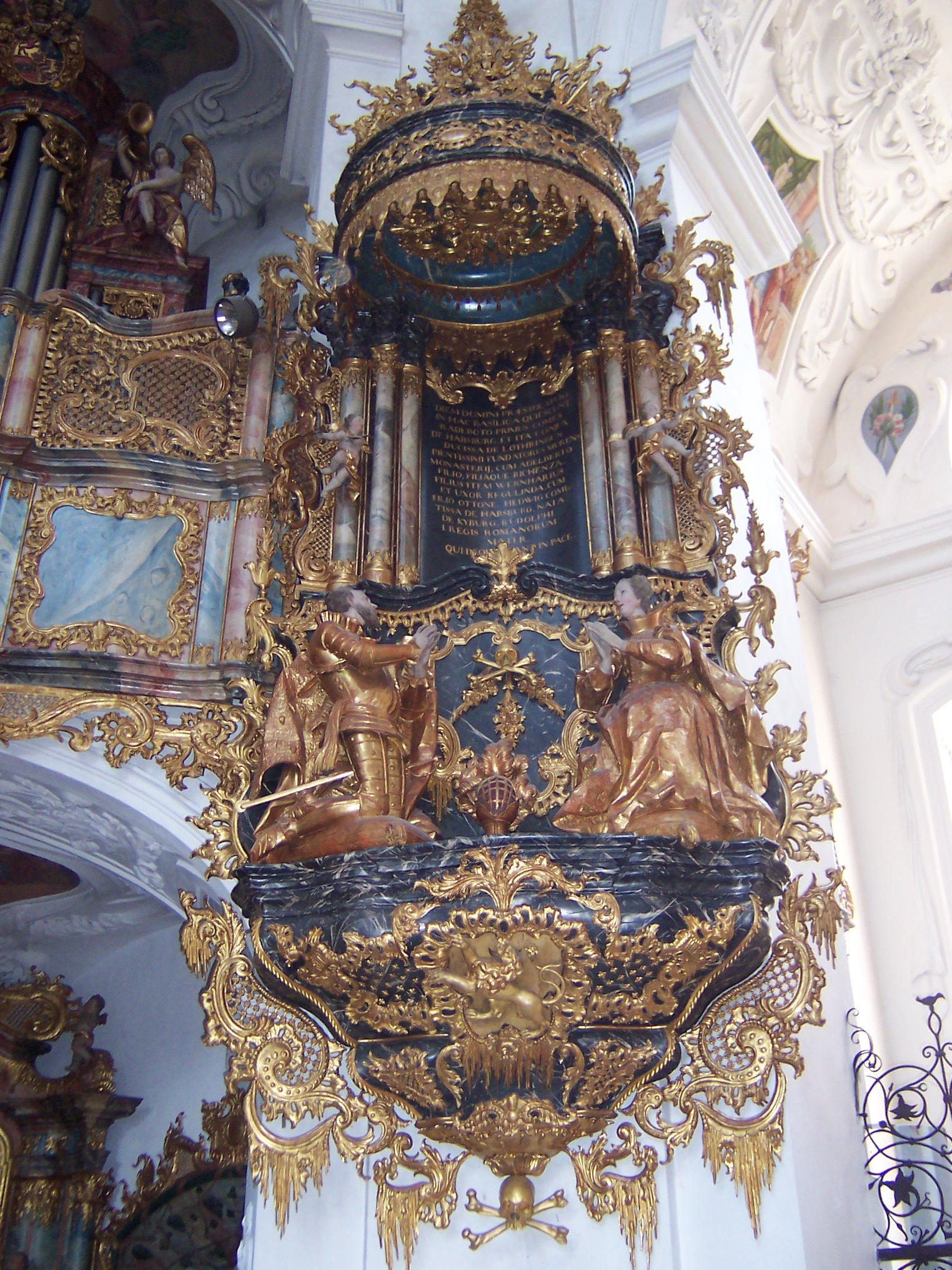
Habsburger-Epitaph

Mit wenigen Ausnahmen ist die heutige Innenausstattung im Rokoko-Stil gehalten und entstand zwischen 1743 und 1750. Diese von Fürstabt Gerold Haimb in Auftrag gegebenen Arbeiten stammen überwiegend vom fürstenbergischen Hofschreiner Matthäus Baisch und vom allgäuischen Maler Franz Joseph Spiegler, daneben kamen auch verschiedene regionale Künstler zum Zuge. Im und neben dem Oktogon sind sechs Altäre angeordnet, die nach Grösse und Proportion stark variieren. Die grössten sind der Leontiusaltar im nördlichen und der Benediktaltar im südlichen Seitenraum; sie enthalten die aus Rom überführten Reliquien zweier Katakombenheiliger. In der nordöstlichen und südöstlichen Nische befinden sich der Petrusaltar bzw. der Kreuzabnahmealtar. An den Vierungspfeilern links und rechts des Chorbogens stehen der Heiligkreuz- und der Michaelsaltar. Die Kanzel mit vielfältigen Schnitzereien und trichterförmig hochgezogenem Kanzelkorb ist an der Wand zwischen Leontius- und Petrusaltar angebracht. Ein als Epitaph an der Wand zwischen Kreuzabnahme- und Benediktaltar hängendes Stifterdenkmal erinnert an Ita und Radbot, die Stifter des Klosters.
Ein Chorgitter, geschaffen vom Konstanzer Stadtschlosser Johann Jakob Hoffner, trennt den Kuppelraum vom angrenzenden Mönchschor. Die verschiedenen Muster sind so angeordnet, dass ein dreidimensionaler Eindruck entsteht. Das zweiteilige Chorgestühl im Mönchschor ist ein Werk des einheimischen Bildschnitzers und Zeichners Simon Bachmann. Es gehört zu den bedeutendsten Schweizer Bildschnitzerwerken des 17. Jahrhunderts. Der Hochaltar, stilistisch am Übergang vom Régencestil und Rokoko, nimmt die gesamte Ostwand des Hochchors ein. Er wirkt weniger durch seine Architektur (beispielsweise sind die Säulen unterschiedlich hoch), sondern mehr durch seine zahlreichen vergoldeten Schnitzereien, welche die blau-weiss marmorierten Glieder verzieren. An den Seitenwänden des Hochchors befinden sich der Abtsthron und die Zelebrantensitze. Die Sessel stehen auf niedrigen Parkettstufen vor geschnitztem Gebälk, das durch Pilaster dreigeteilt ist.

#### Orgeln

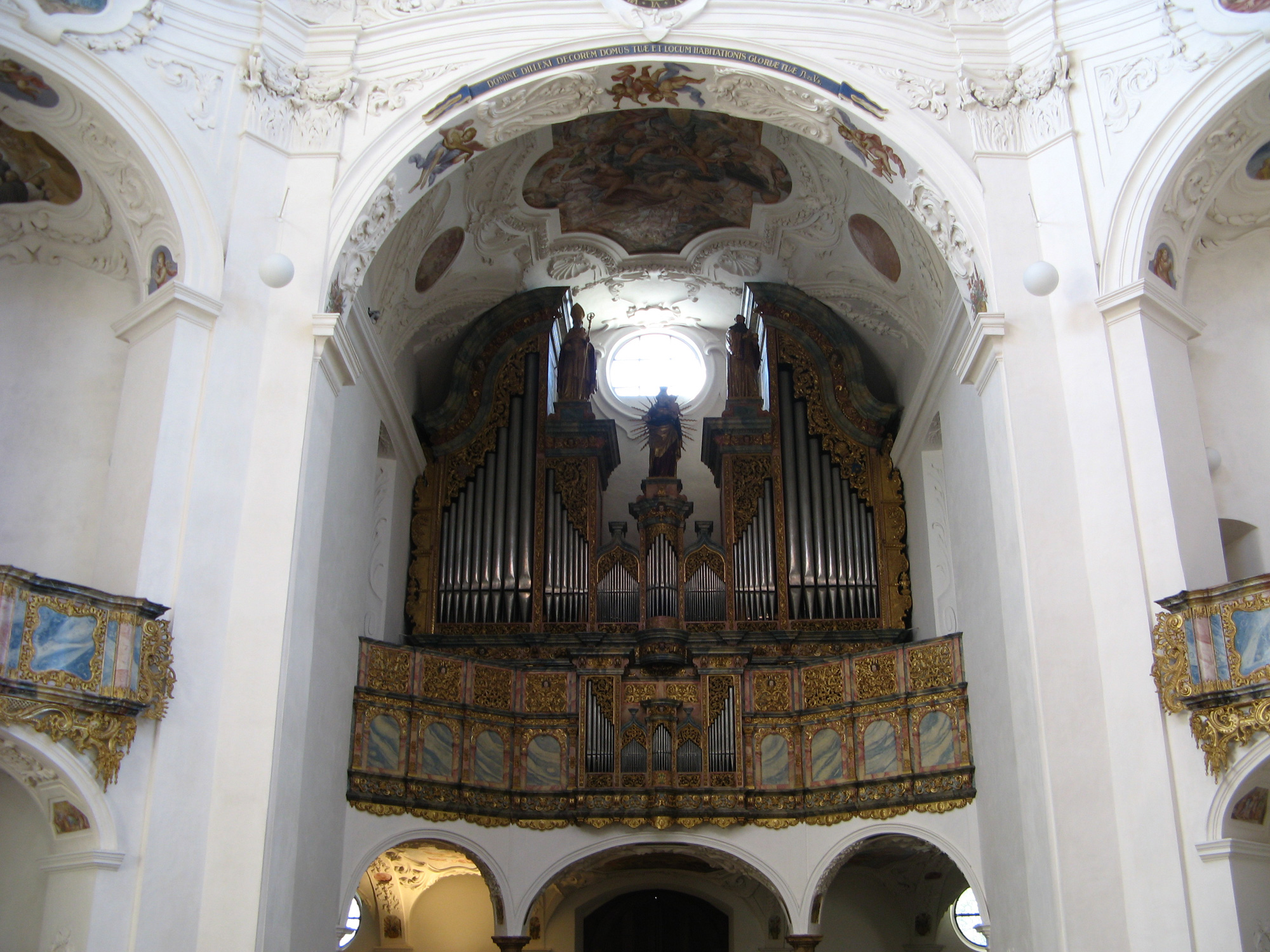
Empore mit Grosser Orgel

Die Klosterkirche besitzt fünf Orgeln unterschiedlicher Grösse. Auf der westlichen Empore über der Beichtkirche befindet sich die «Grosse Orgel». Sie wurde zwischen 1619 und 1630 von Thomas Schott erbaut und besitzt 34 Register. Die Firma Orgelbau Goll räumte das Gehäuse 1919/20 vollständig aus und veränderte die Disposition grundlegend, da die Orgel dem damaligen Zeitgeist als veraltet galt. Der Restaurator Josef Brühlmann und der Orgelbauer Bernhardt Edskes von Metzler Orgelbau rekonstruierten die Grosse Orgel zwischen 1965 und 1972, wobei sie darauf achteten, den Originalzustand wo immer möglich wiederherzustellen.
Auf der Empore über dem Kreuzabnahmealtar steht die Epistelorgel mit 16 Registern, 1743 von Joseph und Victor Ferdinand Bossart erbaut. Im selben Jahr erbauten Vater und Sohn Bossart auch die Evangelienorgel mit acht Registern. Beide Orgeln sind von der äusseren Erscheinung her fast identisch, die Unterschiede sind marginal. Hinzu kommen zwei transportable Kleinorgeln im Chor, ein Positiv und ein Regal. Dabei handelt es sich um originalgetreue Nachbildungen zweier Kleinorgeln aus dem 17. und 18. Jahrhundert, die Bernhardt Edskes 1992 anfertigte.

#### Glocken
In den Türmen der Klosterkirche hängen elf Kirchenglocken. Die Jubiläums- oder Leontiusglocke aus dem Jahr 1750 ist die grösste. Sie ist die einzige im Nordturm und wiegt rund 4300 kg bei einem Durchmesser von 190 cm. Die Reliefs zeigen die Verkündigung, den heiligen Benedikt, das Wappen von Fürstabt Gerold Haimb sowie den heiligen Martin mit Bettler. 1907 wurde sie in der Giesserei H. Rüetschi in Aarau umgegossen. Als einzige wird sie nicht manuell geläutet.
Sechs Glocken sind im Südturm zu finden. Die älteste, die Angelusglocke von 1551, wiegt rund 2200 kg bei 155 cm Durchmesser; das Relief zeigt doppelt die Wappen des Abtes Johann Christoph vom Grüth und des Konvents. Aus dem Jahr 1679 stammen drei weitere Glocken. Die Vesperglocke (1100 kg, 125 cm) besitzt ein Relief mit dem heiligen Sebastian und dem Wappen von Abt Hieronymus Troger. Die Sturm- und Feuerglocke (550 kg, 95 cm) stellt den heiligen Michael dar, umgeben von Engeln und den Wappen von Abt und Konvent. Eine unbenannte Glocke (130 kg, 67 cm) zeigt eine Darstellung der Heiligen Agatha, Katharina, Antonius und Hieronymus. Aus dem Jahr 1750 stammt die Festglocke (200 kg, 65 cm) mit dem Wappen von Fürstabt Ambrosius Bloch, den heiligen Wendelin und der Muttergottes. Die Bruder-Klausen-Glocke von 1977 (360 kg) ersetzte die aus dem Jahr 1827 stammende Pestglocke, die sich heute im Kreuzgang befindet.
Der «Güggelturm» besitzt zwei Glocken. Die ältere mit einem Durchmesser von 96 cm wurde Ende des 15. Jahrhunderts gegossen. Die jüngere (66 cm) stammt aus dem Jahr 1602; als Relief abgebildet sind das Wappen von Abt Johann Jodok Singisen und des Konvents, der heilige Martin, die Muttergottes und der Gekreuzigte. Schliesslich hängen in den Dachreitern der beiden Seitenkapellen zwei weitere Glocken. Die Glocke auf der Leontiuskapelle (46 cm) stammt aus dem Jahr 1647 und besitzt Reliefs der Heiligen Martin und Leontius sowie der Muttergottes. 1695 gegossen wurde die Glocke auf der Benediktkapelle (43 cm), abgebildet ist das Wappen von Fürstabt Plazidus Zurlauben.

### Konventflügel und Singisenflügel

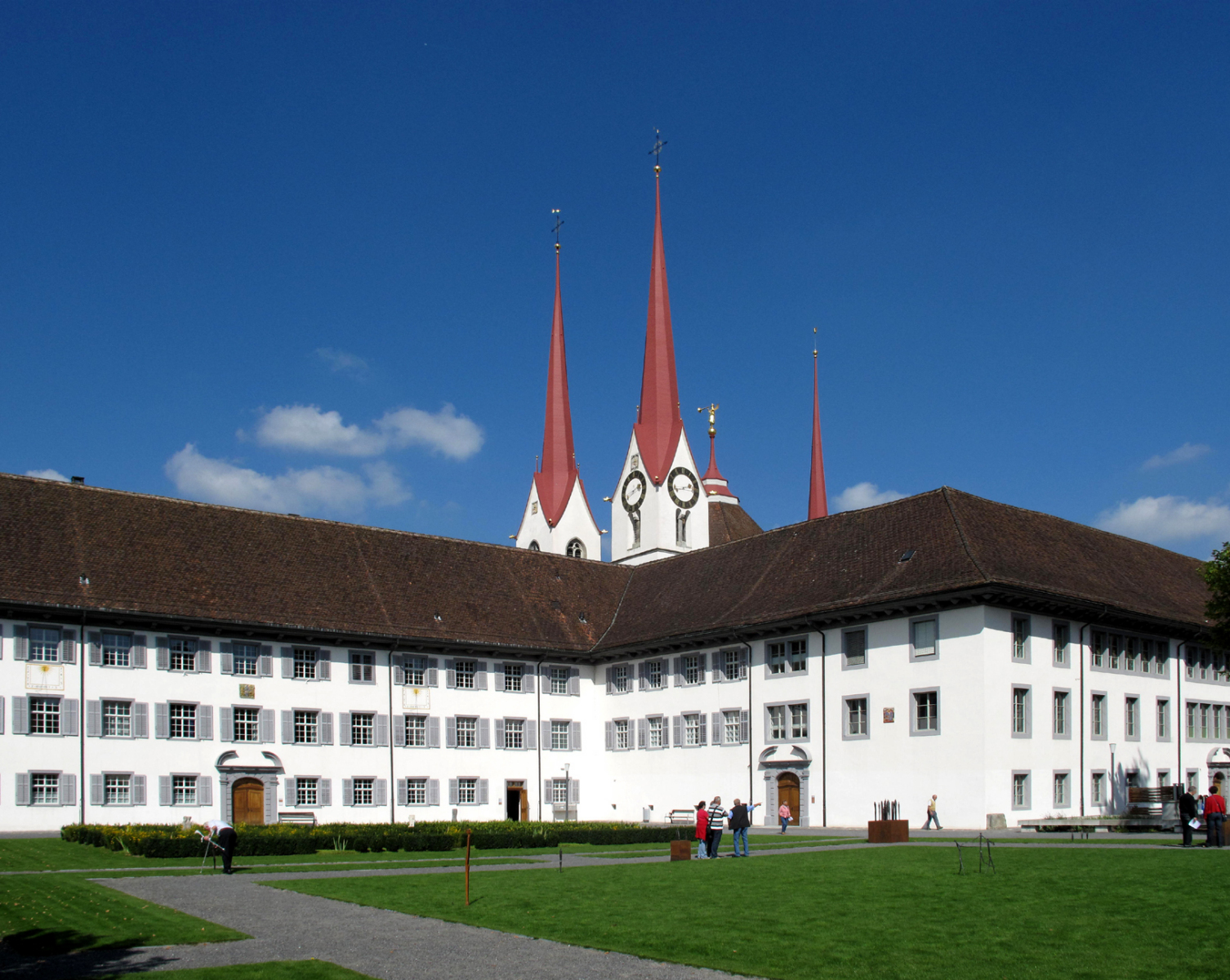
Konventflügel (rechts) und Singisenflügel (links), dahinter die Türme der Klosterkirche

Der Konventflügel umgibt den Kreuzgang auf drei Seiten. Im 1601 umgebauten Osttrakt befindet sich der ehemalige Kapitelsaal, der seit 1890 als Sakristei dient. Der Saal besitzt eine Mittelsäule aus Stuckmarmor und eine mit Akanthusranken verzierte Decke, beide 1707 entstanden. Die polygonale Apsis an der Ostwand enthält einen Altar für Maria Magdalena aus dem Jahr 1759, der bis 1933 in der Krypta stand (der frühere Altar wurde um 1890 abgetragen). 1957 legte man beidseits davon barocke Fresken aus der zweiten Hälfte des 17. Jahrhunderts frei, welche die Kreuzigung und die Beweinung darstellen. Im selben Jahr fügte man die Sakristeischränke aus älteren Bestandteilen (um 1700) zusammen.
Der 1604 erbaute Westtrakt des Konventflügels enthält einen Gewölbekeller, der einst zur Weinlagerung diente. 1685/86 entstand der Südtrakt des Konventflügels. Seine Fassade weist 13 Achsen auf; vier Achsen, die zum Lehmannbau überleiteten, wurden 1867 abgebrochen. Umbauten in den Jahren 1899/1900 und 1963–1966 führten zu weiteren starken Veränderungen der äusseren Erscheinung. Im Erdgeschoss liegt die ehemalige Küche, eine zweischiffige Halle mit Kreuzgratgewölbe und fünf Vierkantpfeilern. An der Wand steht ein Muschelkalk-Brunnen aus dem Jahr 1788. Die Decke des Korridors im ersten Stockwerk des Südtrakts schuf der Stuckateur Giovanni Battista Bettini. Am westlichen Ende des Korridors befindet sich das ehemalige Refektorium. Darin steht ein 1762 geschaffener Kuppelofen, dessen Frieskacheln von Caspar Wolf bemalt wurden.
Der Singisenflügel, benannt nach Abt Johann Jodok Singisen, wurde 1610 errichtet und 1692/94 vollständig umgebaut. Das lang gestreckte, dreigeschossige Gebäude ist rechtwinklig an den Kreuzgang angebaut und ragt nach Westen hinaus. Die schlicht wirkende Fassade weist an der Längsseite 13 Achsen und an der Querseite zwei Achsen auf, gegliedert durch Gurtgesimse. Das Portalgewände ist ein gequaderter Korbbogen, flankiert von toskanischen Pilastern und einem Segmentgiebel. Die Südmauer ist mit dem Wappen Zurlaubens verziert, die Unterseiten des Dachgiebels mit Volutenkonsolen und Rauten.

### Kreuzgang

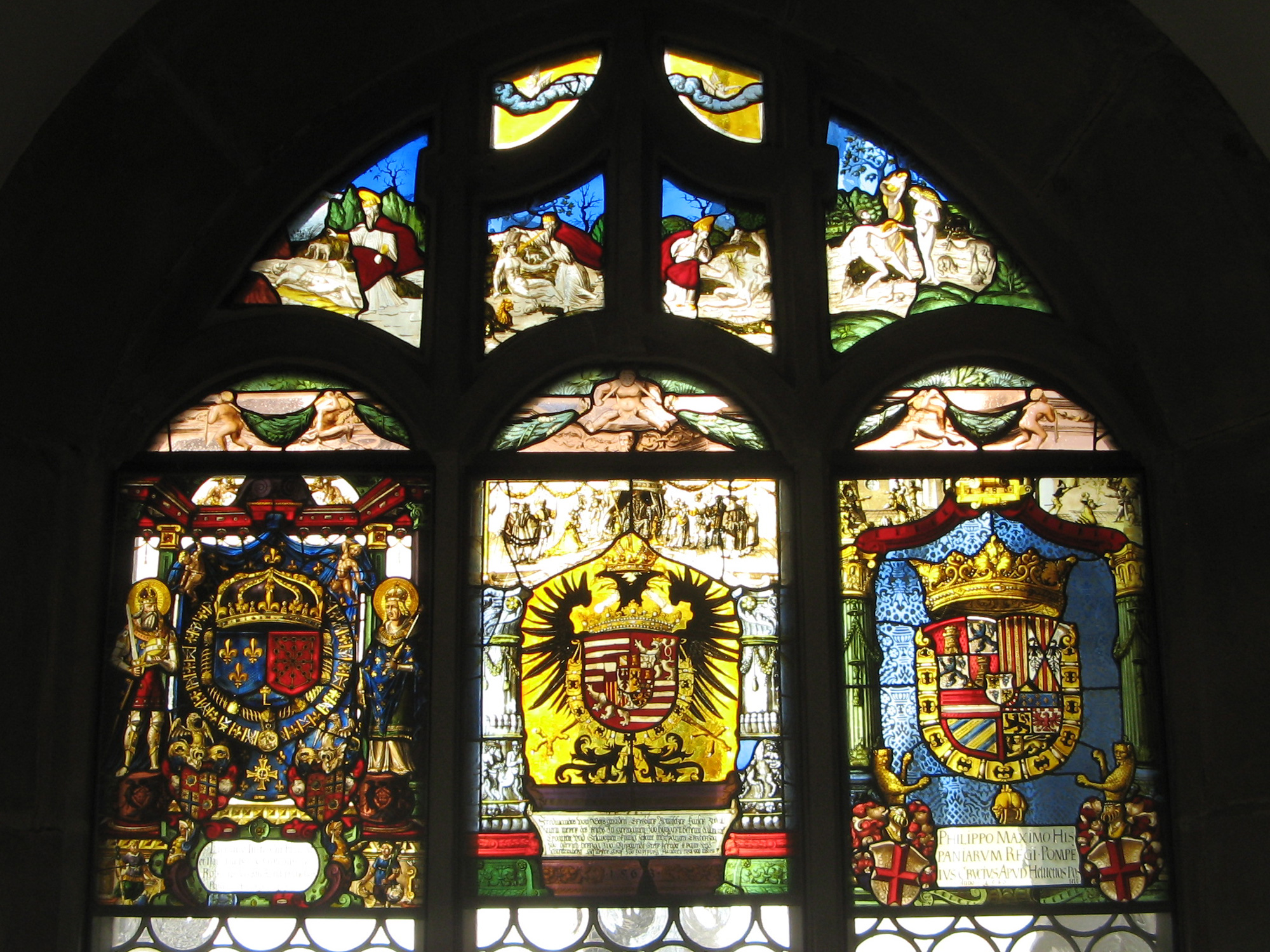
Fenster mit Kabinettscheiben, gestiftet von Ludwig XIII. (1625), Ferdinand I. (1563) und Philipp II. (1580)

Unter Abt Laurentius von Heidegg wurde der Kreuzgang 1534/35 neu errichtet. Er setzt sich aus Teilen der drei anstossenden Gebäude zusammen (Klosterkirche, Konventflügel, Singisenflügel). Die Decke des Westtraktes ist mit Akanthusmedaillons stuckiert, der Osttrakt besitzt eine Balkendecke (ersetzte 1956 die stark zerstörten Stuckaturen), der Südtrakt ein Kreuzgratgewölbe. Verbindendes Element der drei unterschiedlich gestalteten Flügel sind die 19 dreiteiligen, zum Innenhof hin platzierten Lanzettfenster. Sie sind mit insgesamt 57 Kabinettscheiben geschmückt, die zu den wichtigsten Werken der Renaissance-Glasmalerei in der Schweiz gehören.
Die Fensterbögen waren zunächst unverglast. Abt Johann Christoph vom Grüth liess sie ab 1554 mit Kabinettscheiben schmücken, die gemäss damaligem Brauch von befreundeten Klöstern, den eidgenössischen Schirmorten der Abtei, benachbarten Städten, Magistraten und ausländischen Gesandten gestiftet wurden. Die Scheiben sind mit biblischen und weltlichen Motiven bemalt. Beim Neubau der Klosterkirche brach man 1695 den Nordtrakt zum grössten Teil ab, wodurch die dort vorhandenen Fenster verlorengingen. Nach der Klosteraufhebung wurden die Kabinettscheiben entfernt, nach Aarau gebracht und dort ab 1869 im Regierungsgebäude ausgestellt. Ab 1897 zierten sie das Aarauer Kunst- und Gewerbemuseum. 1957 brachte man die Scheiben nach Muri zurück und setzte sie am ursprünglichen Standort in die restaurierten Fensterbögen ein.

### Loretokapelle

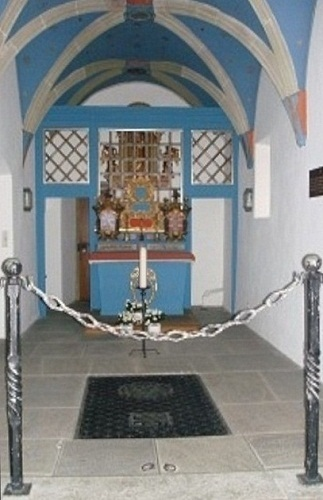
Loretokapelle mit Zugang zur Gruft der Habsburger

Beim Abbruch des Nordtraktes des Kreuzgangs blieben drei Joche in der nordwestlichen Ecke übrig. Abt Plazidus Zurlauben liess dort eine Loretokapelle einrichten, die er 1698 weihte. Der kleine und in seiner künstlerischen Ausstattung recht einfach gehaltene Kapellenraum enthält einen blau gefassten Altarvorbau, das Kreuzrippengewölbe ist ebenfalls blau mit der Darstellung des Firmaments bemalt. Die Schlusssteine sind mit den Wappen des Abtes und des Klosters skulptiert, der Altar besitzt einen niedrigen Kartuschenaufsatz. Hinter dem Gitter ist eine hölzerne, von vier Engeln flankierte Muttergottesstatue angebracht.
Von Bedeutung ist die Kapelle vor allem als Zugang zur Familiengruft der Nachkommen des letzten österreichisch-ungarischen Herrscherpaares. Traditionelle Begräbnisstätten wie die Kaisergruft in Wien blieben der Familie Habsburg-Lothringen nach ihrer Entmachtung jahrzehntelang verwehrt. Im März 1970 unterzeichnete Rudolph Habsburg-Lothringen einen Vertrag mit der katholischen Kirchgemeinde Muri zur Nutzung der Loretokapelle als neuen Bestattungsort. Der dafür benötige Gruftraum wurde neu angelegt, da unterhalb der Loretokapelle bis dahin kein Keller existiert hatte. Den Anfang der Beisetzungen dort machte 1971 die Herzbestattung des 1922 verstorbenen letzten Kaisers Karl I. Die Herzurne befindet sich in einer gemauerten Stele hinter dem Altar, an der Rückwand der Kapelle, seit 1989 ebenso die Herzurne der letzten Kaiserin Zita. In der Gruft selbst fanden unter anderem Robert (1996), Rudolph (2010) und Felix Habsburg-Lothringen (2011) ihre letzte Ruhe. Das Kloster Muri ist somit die älteste bekannte und zugleich auch die jüngste Grablege seiner Stifterfamilie. An Kaiser Karl erinnert seit 2010 zusätzlich eine im Kreuzgang aufgestellte Bronzebüste.

### Lehmannbau (Ost- und Südflügel)
Das grösste und zugleich jüngste Gebäude der Klosteranlage ist der im frühklassizistischen Stil errichtete «Lehmannbau», benannt nach dem fürstenbergischen Hofarchitekten Valentin Lehmann. Er veranschlagte 1789 die Kosten für den Ost- und Südflügel auf 353'676 Gulden (ein ebenfalls geplanter Westflügel wurde nie realisiert). Finanziert wurde der Bau zum Teil über die Rückzahlung einer Schuldverschreibung der Fürstenberger an die Abtei. Lehmann hatte die Bauleitung inne und vergab verschiedene Aufträge an Künstler aus der Schweiz und dem süddeutschen Raum. Beispielsweise führte Peter Anton Moosbrugger die Stuckaturen im Festsaal aus. Als die Bauarbeiten 1798 abgebrochen werden mussten, waren die Kosten auf rund 570'000 Gulden angestiegen. Von der damaligen Ausstattung ist nichts erhalten. Nach der Brandkatastrophe von 1889 erhielt der Ostflügel ein provisorisches Dach. 1985 begann eine umfassende Aussenrestaurierung; dabei rekonstruierte man das Dach, die Fassade und die Fenster gemäss Lehmanns Originalplänen. Feierlich abgeschlossen wurden die Arbeiten am 21. August 1989, genau hundert Jahre nach dem Brand.

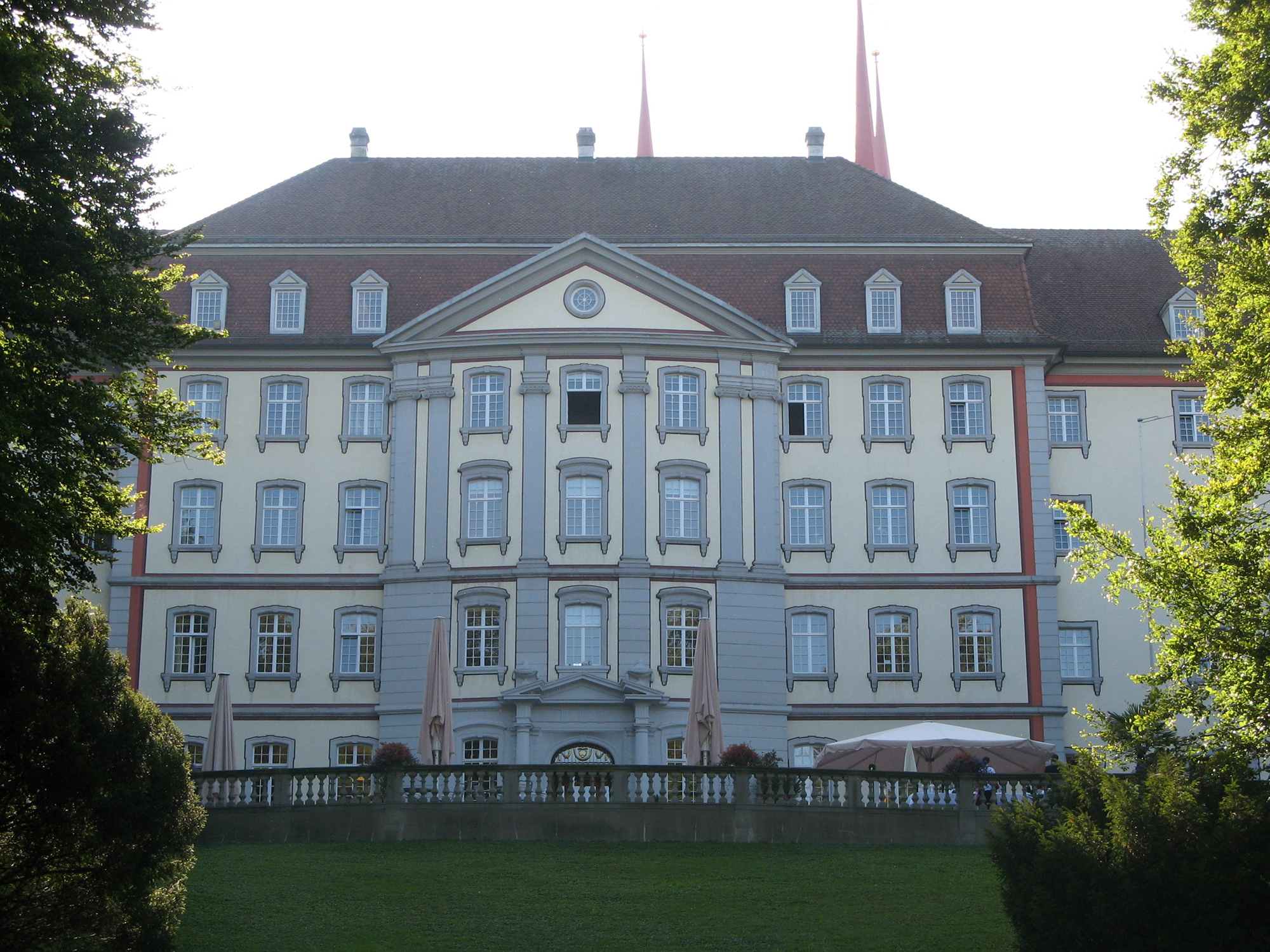
Ostflügel des Lehmannbaus

Der Ostflügel des Lehmannbaus ist vier Stockwerke hoch und erstreckt sich über eine Länge von 218 Metern. Die nach Osten zeigende Schaufront mit 49 Achsen ist die längste klassizistische Fassade der Schweiz. Sie zeichnet sich durch rigorose Einfachheit und Regelmässigkeit aus, wobei Risalite und unterschiedliche Dachformen Akzente setzen. Ein Gurtgesims trennt die beiden unteren Stockwerke voneinander, andererseits fassen gequaderte Lisenen sie zu einer Einheit zusammen. Die beiden oberen Stockwerke werden durch Pilaster zusammengefasst (an den Ecken in doppelter Ausführung). Das Hauptportal ist von einer Ädikula mit dorischen Säulen umrahmt; darauf sitzt ein Dreieckgiebel mit Akroterien. Der Mittelrisalit nimmt neun Achsen ein, von denen die drei mittleren nochmals vorspringen und sich zudem überwölben. In diesem Bereich haben die Fenster Spitzbögen, in den drei mittleren Achsen sind sie ausserdem verdacht. Alle übrigen Fenster sind rechteckig und ruhen auf Konsolen. Der 65 Meter lange Südflügel hat drei Stockwerke und ist sehr schlicht gestaltet. Die leicht vorspringenden Eckpavillons sind von gequaderten Lisenen gesäumt, bei den rechteckigen Fenstern fehlen die Konsolen völlig. Durch die Mitte des Südflügels führt ein schmaler korbbogenförmiger Durchgang, dessen äusseres Portal von zwei Lisenen mit Akroterien und einem Dreieckgiebel umrahmt ist.

### Brunnen und Gärten

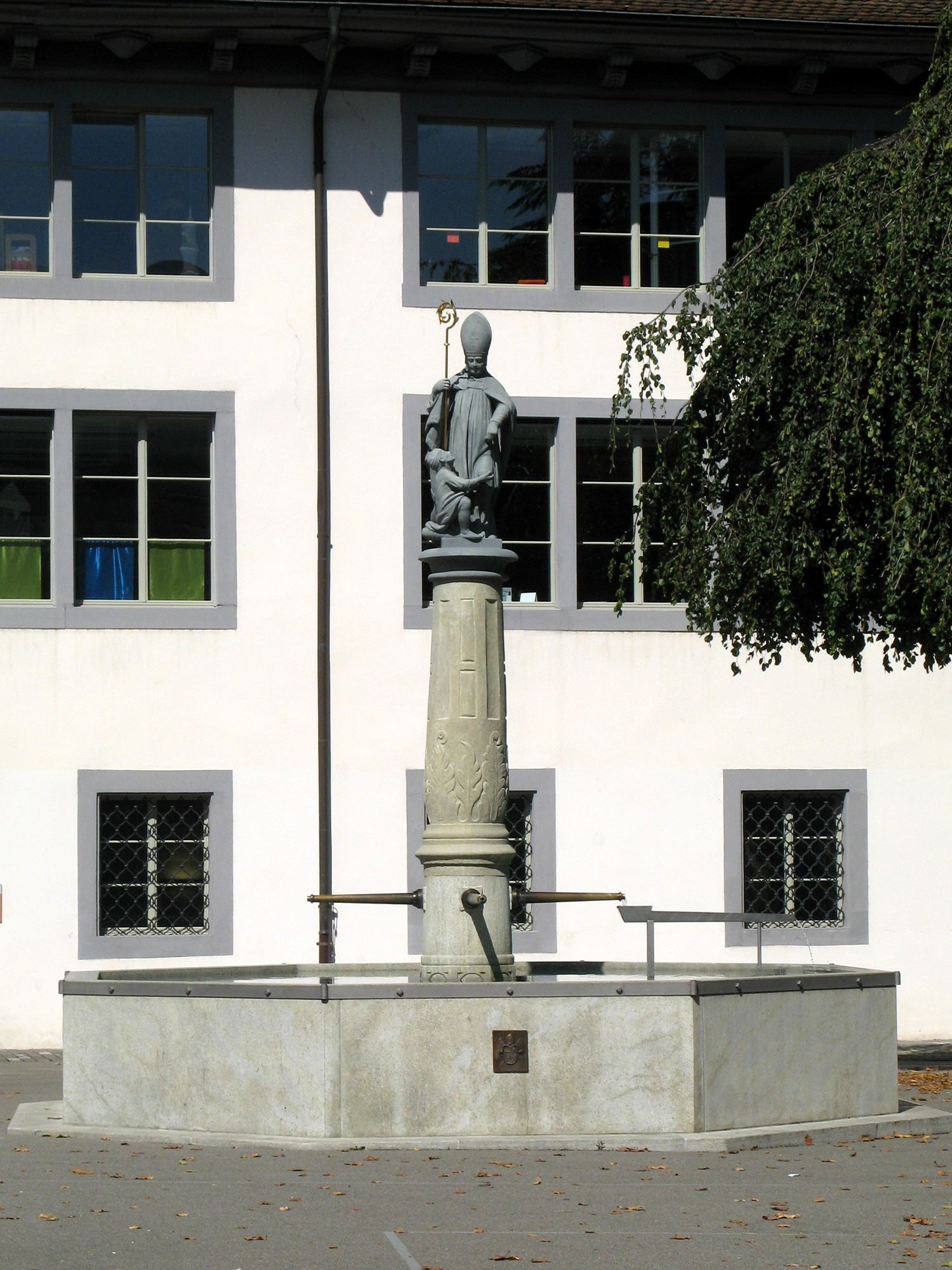
Martinsbrunnen

Im Klosterhof, zwischen Konvent- und Südflügel, steht der Martinsbrunnen. Er war 1632 von Abt Johann Jodok Singisen in Auftrag gegeben worden und stand ursprünglich im angrenzenden Konventgarten. Die Figur, eine Darstellung des Klosterpatrons Martin von Tours, schuf der aus dem Elsass stammende Bildhauer Gregor Allhelg. Der Brunnen wurde 1881 nach Luzern versetzt, die Figur gelangte in den Besitz der Familie Keusch aus Boswil. Auf Initiative der Vereinigung «Freunde der Klosterkirche Muri» wurde das Brunnenbecken 2008 rekonstruiert. Im Zuge dessen restaurierte Josef Ineichen die originale Brunnensäule und die Figur.
Östlich der Klosteranlage erstreckt sich ein Park im Stil eines englischen Landschaftsgartens. Der Bereich vor dem Mittelrisalit des Ostflügels, der frühere Abtgarten, ist als Barockgarten ausgeführt. Das Areal wurde früher landwirtschaftlich genutzt und war Standort der klösterlichen Stallungen. Mit der Zeit wandelte es sich zu einer öffentlich zugänglichen Grünfläche mit altem Baumbestand. Seit der Sanierung im Jahr 2011 ist der Park rollstuhlgängig. Nördlich der Klosterkirche liegt der Küchengarten, der seit 1609 auf Ansichten des Klosters bezeugt ist. Seit der Neugestaltung 2001/02 dient er wieder dem ursprünglichen Zweck, dem Anbau von Nutzpflanzen. Die Stiftung ProSpecieRara pflanzte Sträucher mit alten Beerensorten. Der Konventgarten beim Singisenflügel wurde 2003/04 neu gestaltet. Dabei stellte man die historische räumliche Ordnung der barocken Anlage, wie sie bis zur Klosteraufhebung im Jahr 1841 bestand, wieder her.

### Abgebrochene Gebäude
An der Nordseite des Klosterareals befand sich das «Weiberhaus», in dem die weiblichen Gäste des Klosters lebten. Es war 1703/04 errichtet worden und glich äusserlich dem Singisenflügel, 1787 erhielt es Stuckaturen von Peter Anton Moosbrugger. Nach der Klosteraufhebung diente das Gebäude als Erziehungsanstalt, ab 1912 befand sich darin das Hotel Löwen. 1949 wurde das Weiberhaus abgerissen, um Platz für ein Betriebsgebäude des Pflegeheims zu schaffen. Erhalten blieben das Wirtshausschild und ein Fragment der Täfelung (heute in Sursee bzw. Aarau). 1697 und 1698 entstanden an der Strasse östlich des heutigen Lehmannbaus zwei klösterliche Speichergebäude (als «Vordere Föhn» und «Hintere Föhn» bezeichnet). Nach markanten Umbauten in der ersten Hälfte des 20. Jahrhunderts sind nur die Grundmauern erhalten geblieben, die je ein Wappenrelief von Abt Plazidus Zurlauben aufweisen. Südlich des Kreuzgangkomplexes liess Zurlauben 1694 ein bereits bestehendes Gebäude umbauen und erweitern. Es enthielt Räume für Dienstboten und Handwerker, Krankenzimmer, Kanzlei, Mühle und Bäckerei. Das Gebäude, dessen Baukosten sich auf 22'400 Gulden beliefen, wurde 1789 abgerissen, um Platz für den Südflügel des Lehmannbaus zu schaffen.

### Klosterscheune

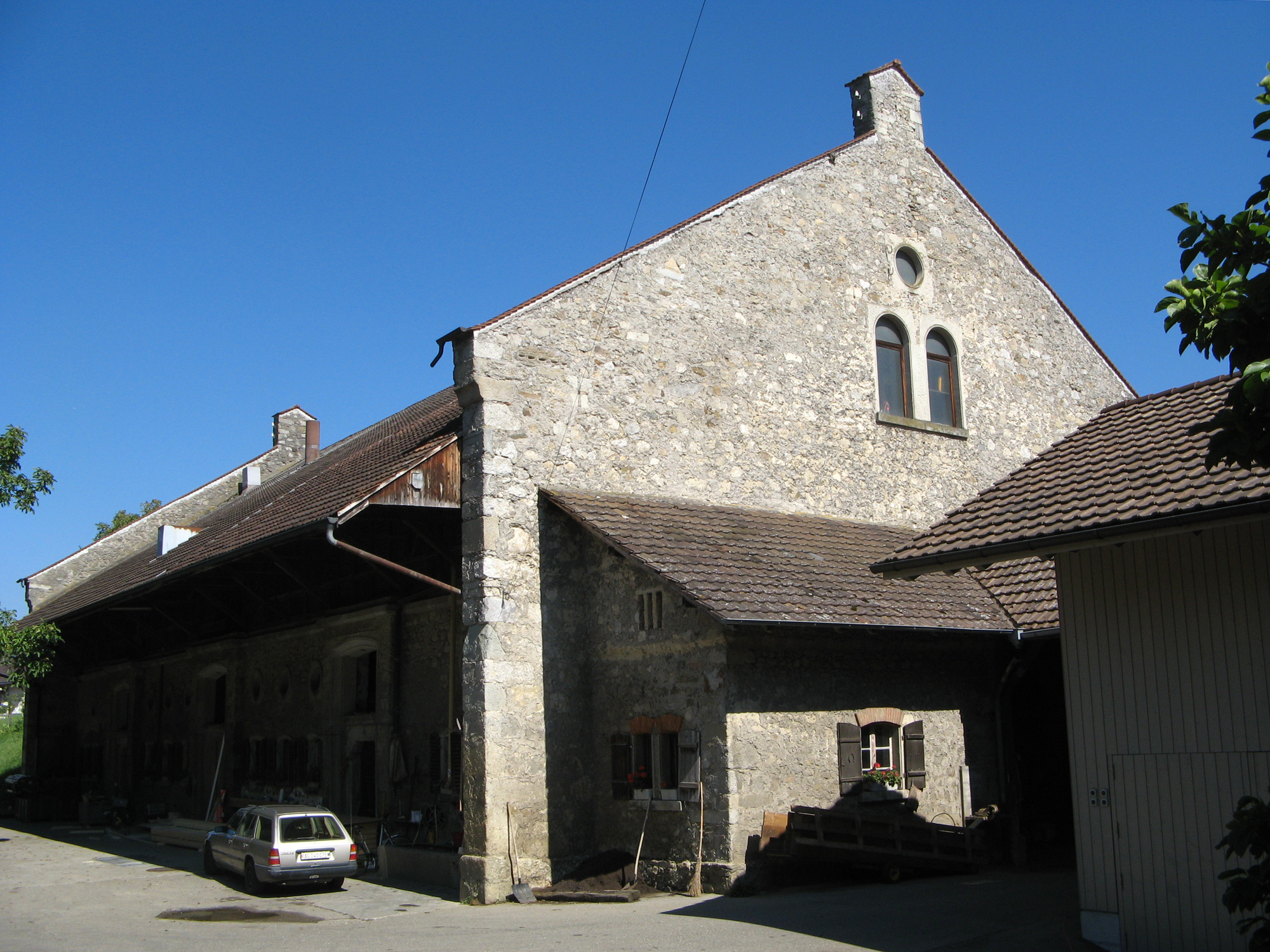
Klosterscheune

Die heutige Klosterscheune, etwa 200 Meter nördlicher der Klosterkirche gelegen, existierte bereits im 12. Jahrhundert und wurde als Getreidespeicher für die Ernten der klostereigener Äcker genutzt. Während des Sonderbundskrieges rückten Soldaten 1847 in den Bezirk Muri ein und verwendeten die damals noch Schafscheune genannte Klosterscheune als Unterkunft. 1861 brannte die Scheune nieder und wurde im spätklassizistischen Stil mit unverputztem Mauerwerk wieder aufgebaut. Der Hof, zu dem die Scheune gehört, diente dann als Lehrbetrieb für angehende Landwirte, die die landwirtschaftliche Schule in Muri besuchten. Seit 1976 steht die Scheune unter Denkmalschutz, der sich jedoch auf Dach und Fassaden beschränkt. Heute wird auf dem Hof immer noch Landwirtschaft betrieben, spezialisiert auf Weihnachtsbäume und Schnittblumen.

## Nutzung

### Musik und Kunst
1969 wurde auf Initiative des damaligen Aargauer Regierungsrates Leo Weber die Kulturstiftung St. Martin (seit 2011 Stiftung Murikultur) gegründet. Ihr Ziel ist die Förderung des kulturellen Angebots innerhalb und ausserhalb des Klosters. Ein Dutzend fest angestellte und zahlreiche ehrenamtliche Mitarbeiter organisieren jährlich rund 100 Veranstaltungen. Seit 2011 wird Murikultur von der Kantonsregierung als Kulturinstitution von mindestens kantonaler Bedeutung anerkannt und erhält dafür Betriebsbeiträge. Eng mit Murikultur zusammen arbeitet die 1992 gegründete Vereinigung «Freunde der Klosterkirche Muri». Sie bezweckt, die benediktinische Tradition in der Klosterkirche zu pflegen und die Kirche zu erhalten. Heute gehören vier Museen sowie Konzerte, ein Theater und eine Bibliothek zu Murikultur.

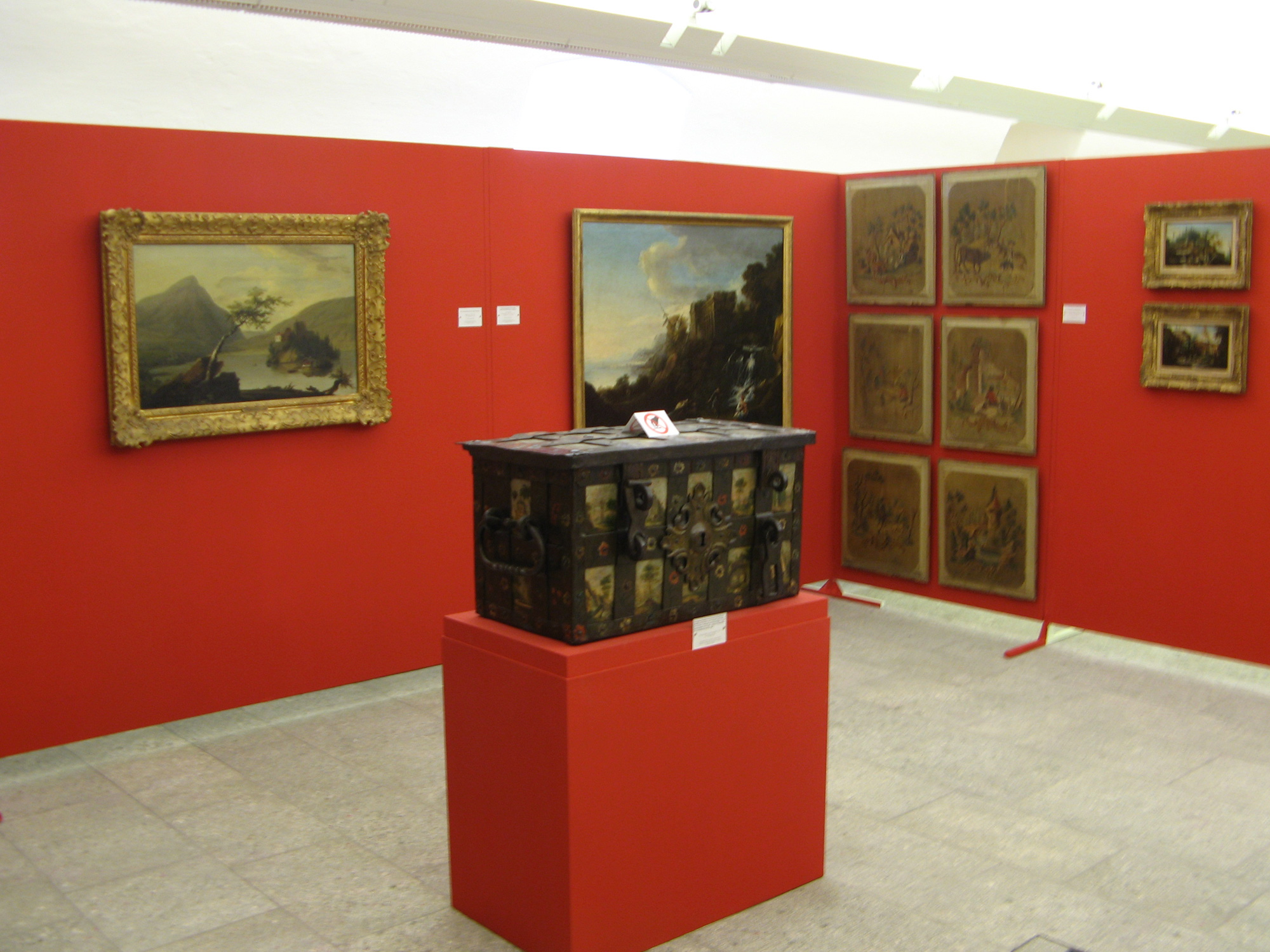
Caspar-Wolf-Kabinett

Das Oktogon der Klosterkirche ist seit 1971 Aufführungsort zahlreicher klassischer Konzerte. Mit ihren fünf Orgeln und den vier Emporen für zusätzliche Musiker eignet sich die Kirche besonders gut für szenische Oratorien. Künstlerischer Leiter der jeweils von Mai bis September dauernden Konzertreihe ist seit 2001 der österreichische Kirchenmusiker Johannes Strobl. Im Winterhalbjahr finden im Festsaal des Ostflügels kammermusikalische und symphonische Aufführungen statt. Konzerte im Refektorium dienen der Förderung von Nachwuchstalenten, hinzu kommen vereinzelt Konzerte und Theateraufführungen im Hof des Klosters. Für die Sparten Pop, Jazz und World Music wiederum gibt es die Konzertreihe Musig im pflegidach.
Vom Kreuzgang aus sind zwei Museen zugänglich. Das 1992 eröffnete Klostermuseum befindet sich im Osttrakt neben der Sakristei. Ausgestellt wird dort ein Teil des ehemaligen Kirchenschatzes der Abtei, der 1841 bei der Klosteraufhebung aufgeteilt und verstreut wurde. Zur Sammlung gehören ein silberner Tabernakel, Paramente, Monstranzen, Kelche und andere liturgische Gegenstände. Das «Museum Caspar Wolf» im Singisenflügel ist die grösste permanente Ausstellung mit Werken des aus Muri stammenden Malers Caspar Wolf, der als Pionier der Hochgebirgsmalerei gilt. Zu sehen sind Ölbilder, Aquarelle, Gouachen, Kreidezeichnungen, Skizzen, Stiche und Reproduktionen. Es war 1981 im Refektorium eröffnet worden, befand sich ab 1997 im Gewölbekeller des Westtrakts und bezog seine heutigen Ausstellungsräume im Januar 2018. Das im Jahr 1998 eröffnete «Singisenforum» im Erdgeschoss des Singisenflügels ist auf zeitgenössische Kunst spezialisiert; jährlich gibt es Wechselausstellungen mit Werken regionaler Künstler. 2016 wurde das «Museum für medizinhistorische Bücher» eröffnet. Es basiert auf der Privatsammlung von Büchern aus dem 15. bis 20. Jahrhundert des Arztes und Medizinhistorikers Gustav Adolf Wehrli, welche 2010 von Franz Käppeli antiquarisch erworben worden ist.

### Sonstige Nutzer

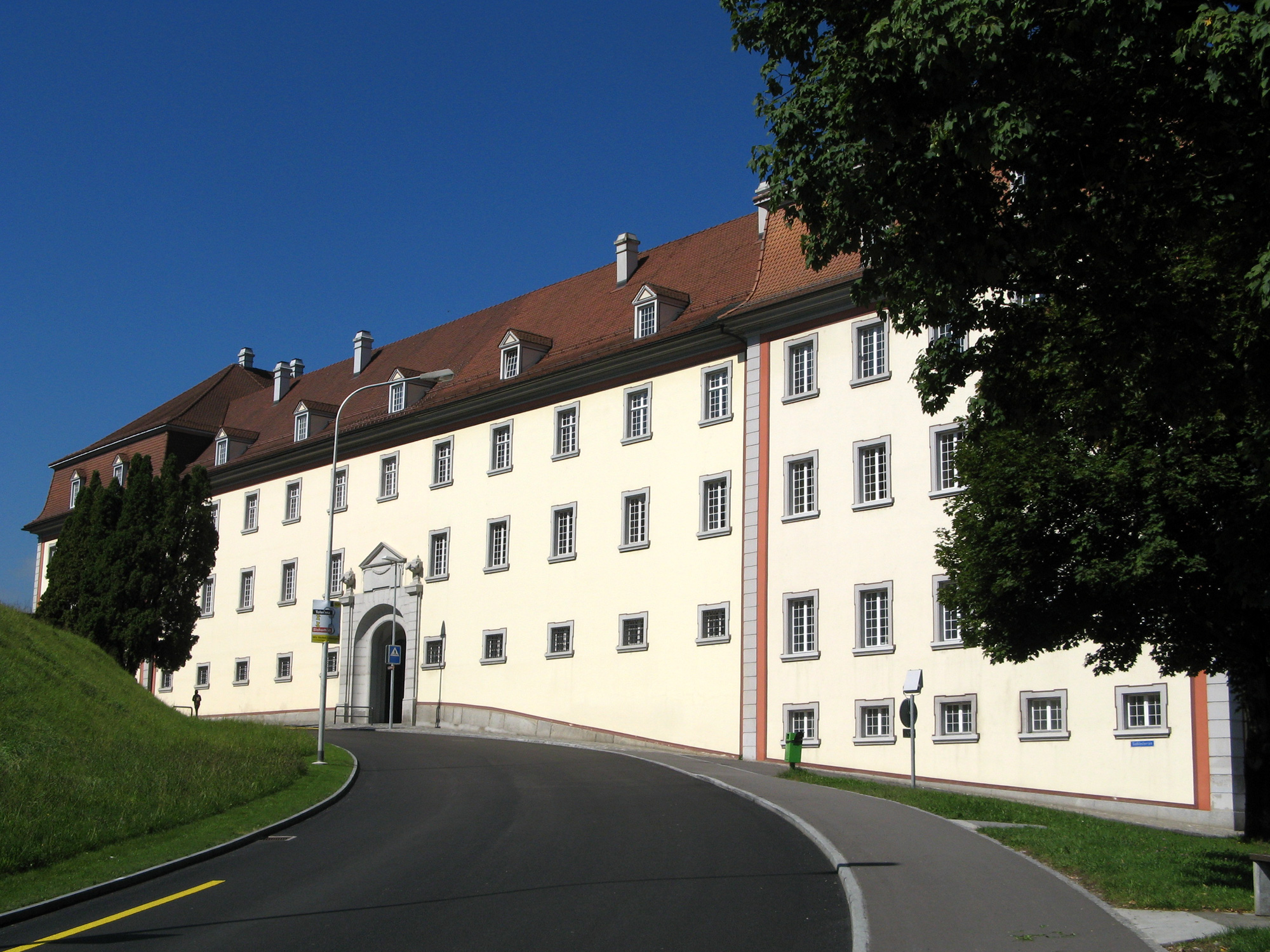
Ansicht des Südflügels

Das im Jahr 1909 eröffnete Pflegeheim im Ostflügel des Lehmannbaus tritt heute unter der Bezeichnung «Pflegimuri» auf. Knapp 300 Mitarbeiter betreuen rund 200 pflegebedürftige Bewohner. Das Pflegeheim, das auch Abteilungen für Schwerstbehinderte und Demenzkranke umfasst, ist der zweitgrösste Arbeitgeber in Muri. Die Trägerschaft ist ein Verein mit etwa 600 Mitgliedern.
Der Konventflügel war fast ein Jahrhundert lang der einzige Standort der Primarschule. Durch das Bevölkerungswachstum und die Ausweitung des Bildungsangebotes ergaben sich zunehmend Platzprobleme. 1954 wurde der erste Schulhausneubau eröffnet, dem vier weitere folgten. 1985 zog ausserdem die Bezirksschule aus dem Südflügel aus. Heute werden im Konventflügel noch acht Primarschulklassen unterrichtet. Den Südflügel teilen sich die Gemeindeverwaltung von Muri, das Bezirksgericht, das Bezirksamt und seit 2011 die Staatsanwaltschaft der Bezirke Muri und Bremgarten. Seit dem Auszug des Altersheims St. Martin im Jahr 1991 wird der Singisenflügel von einigen Amtsstellen der Gemeindeverwaltung und vom Benediktinerhospiz genutzt. Im Dachgeschoss dieses Gebäudes befindet sich die öffentliche Bibliothek mit 17.000 Medien.
Seit November 2009 besteht im Konventflügel, im früheren Raum des Benediktinerhospizes, die Sammlung Murensia. Diese Fachbibliothek, die unter anderem von den Universitäten Zürich, Freiburg und Luzern unterstützt wird, soll Publikationen und Quellen zum Kloster Muri und zum Freiamt sowie wissenschaftliche Werkzeuge an einem Ort vereinen. Mit Hilfe der Sammlung soll im Hinblick auf das 1000-jährige Bestehen des Klosters im Jahr 2027 die Geschichte der Abtei systematisch aufgearbeitet und vervollständigt werden (die jüngsten wissenschaftlichen Arbeiten stammen überwiegend aus den 1960er Jahren).

## Sage
Eine im Freiamt bekannte Sage erzählt vom «Stifeliryter» (Stiefelreiter). Dabei handelt es sich um einen jähzornigen, scheinheiligen und raffgierigen Schaffner (Verwalter) des Klosters Muri, der hoch zu Ross und in grossen Stiefeln die Landbevölkerung schikanierte. Eines Tages wurde er in einen Rechtsstreit mit einer Gruppe von Bauern verwickelt, woraufhin der Landvogt Recht sprechen musste. Als der Stifeliryter vor Gericht einen gotteslästerlichen Meineid schwor, fiel er augenblicklich tot um. Seither soll er als feuerspeiende Geistergestalt auf seinem Schimmel reitend die Gegend unsicher machen.